# Bochumer Verein

Bochumer Verein um 1907

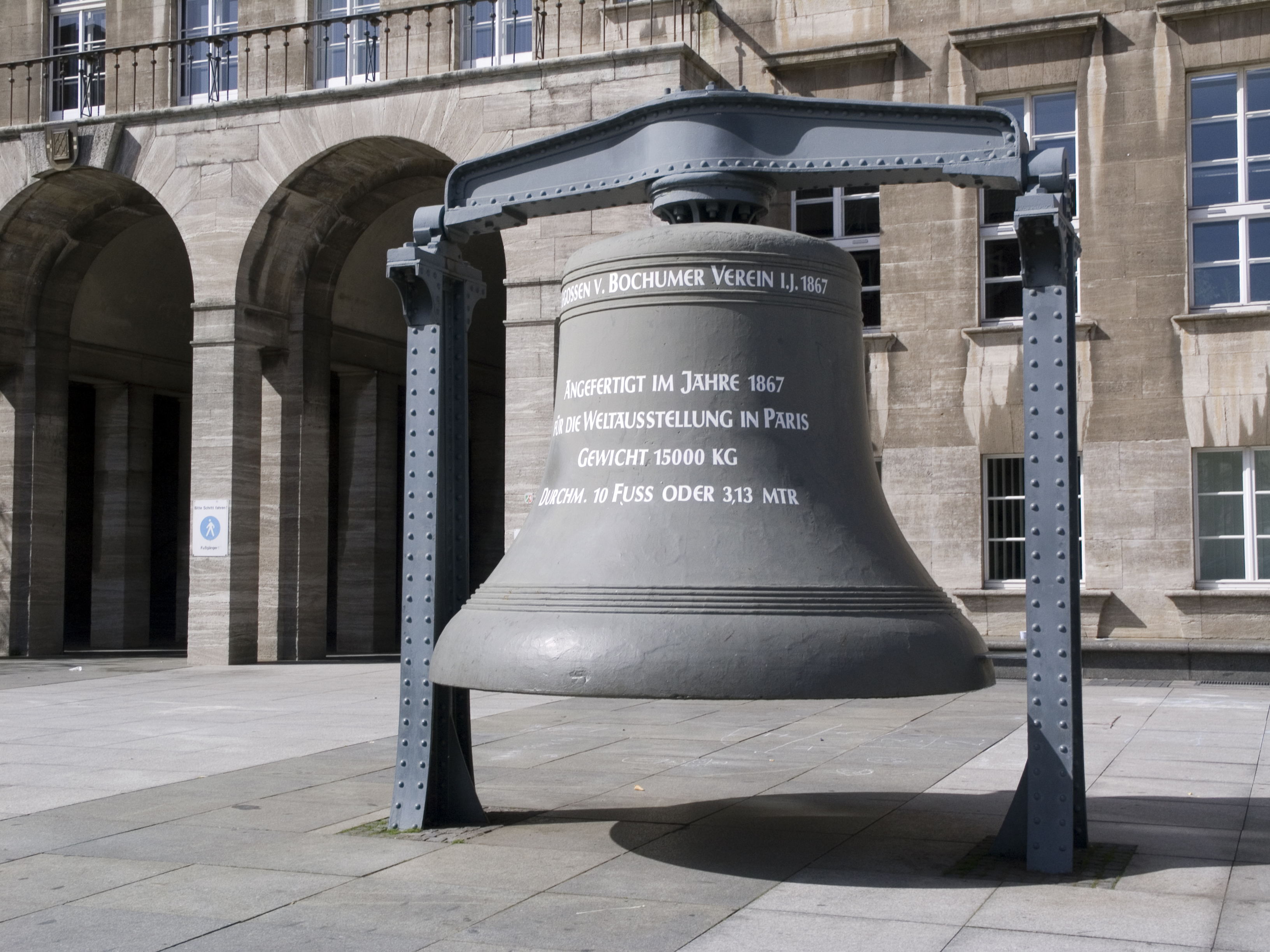
Glocke des Bochumer Vereins aus dem Jahr 1867 vor dem Bochumer Rathaus

Der Bochumer Verein war ein vertikal integrierter Montankonzern mit Sitz in Bochum, zu dem mehrere Stahlwerke und Zechen gehörten und der zeitweise über 20.000 Menschen beschäftigte. Er entstand im Jahr 1854 aus der Gussstahlfabrik Mayer und Kühne und firmierte zunächst als Bochumer Verein für Bergbau und Gußstahlfabrikation (BVG). Das Unternehmen war jahrzehntelang das dominierende Unternehmen in der Stadt Bochum. Weit über Deutschlands Grenzen bekannt wurde die Firma durch ihre Stahlglocken.
Der Betrieb gehörte zwischen 1926 und 1951 zum Großkonzern Vereinigte Stahlwerke. 1965 fusionierte der BVG schließlich mit der Hütten- und Bergwerke Rheinhausen AG des jahrzehntelangen Konkurrenten Krupp. Nach verschiedenen Namenswechseln firmiert ein Nachfolgeunternehmen wieder als Bochumer Verein Verkehrstechnik GmbH.

## Geschichte

### Vorgeschichte und Anfänge

Gussstahlfabrik Mayer & Kühne 1845

Der gelernte Uhrmacher Jacob Mayer, der sich schon früh für die Möglichkeiten des Tiegelstahlgusses interessierte und neben eigenen (später erfolgreichen) Versuchen auch durch einen Aufenthalt in Großbritannien schon versucht hatte, das von britischer Seite streng gehütete Geheimnis der Stahlverarbeitung zu lüften, schloss 1839 mit dem damals noch in Düren ansässigen Eberhard Hoesch einen Vertrag zum Betrieb einer Gussstahlhütte. Während Hoesch jedoch einen Standort bei Aachen wegen der Nähe zu seinem Wohnort und dem Aachener Kohlerevier bevorzugte, wollte Mayer das Werk aufgrund der schwefelärmeren Kohlevorkommen an der Ruhr bauen. So löste man den Vertrag.
Mayer fand wenig später in Eduard Kühne einen finanzkräftigen Teilhaber. Die Geschichte des späteren Bochumer Unternehmens begann am 6. Dezember 1842 in Köln. Dort gründeten die beiden Männer eine „Guß-et Cement-Stahlfabrik bei Bochum oder Essen“ die als Gußstahlfabrik Mayer & Kühne firmierte. Anfang 1843 müssen Mayer und Kühne bei ihrer Suche nach einem passenden Firmengelände nach Bochum gekommen sein. An der damaligen Essener Chaussee – der heutigen Alleestraße – erwarben sie dann Grundstücke. Der Betrieb konnte um die Jahreswende 1844/45 aufgenommen werden.

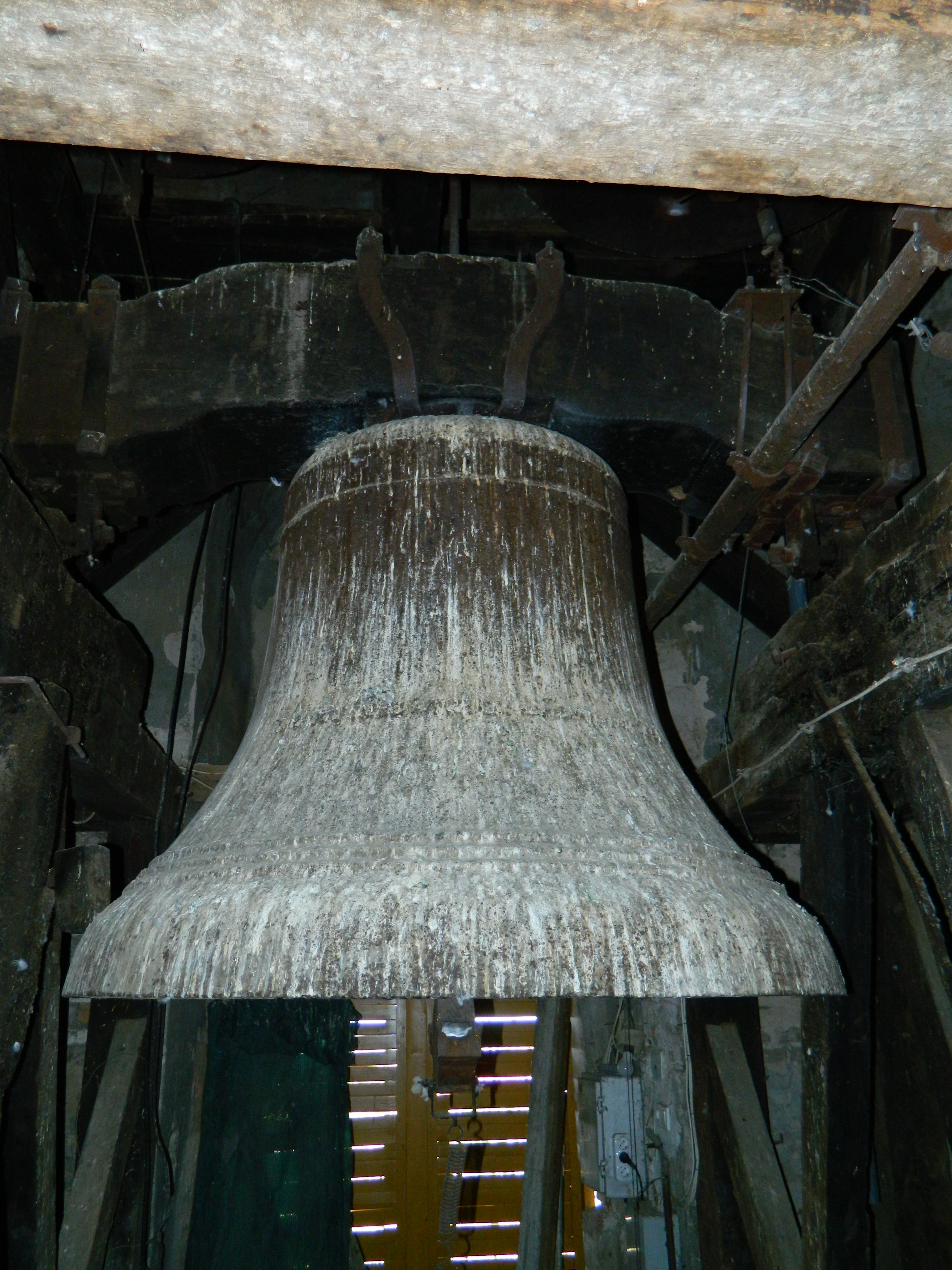
Gussstahlglocke der reformierten Kirche in Túrkeve, 1847

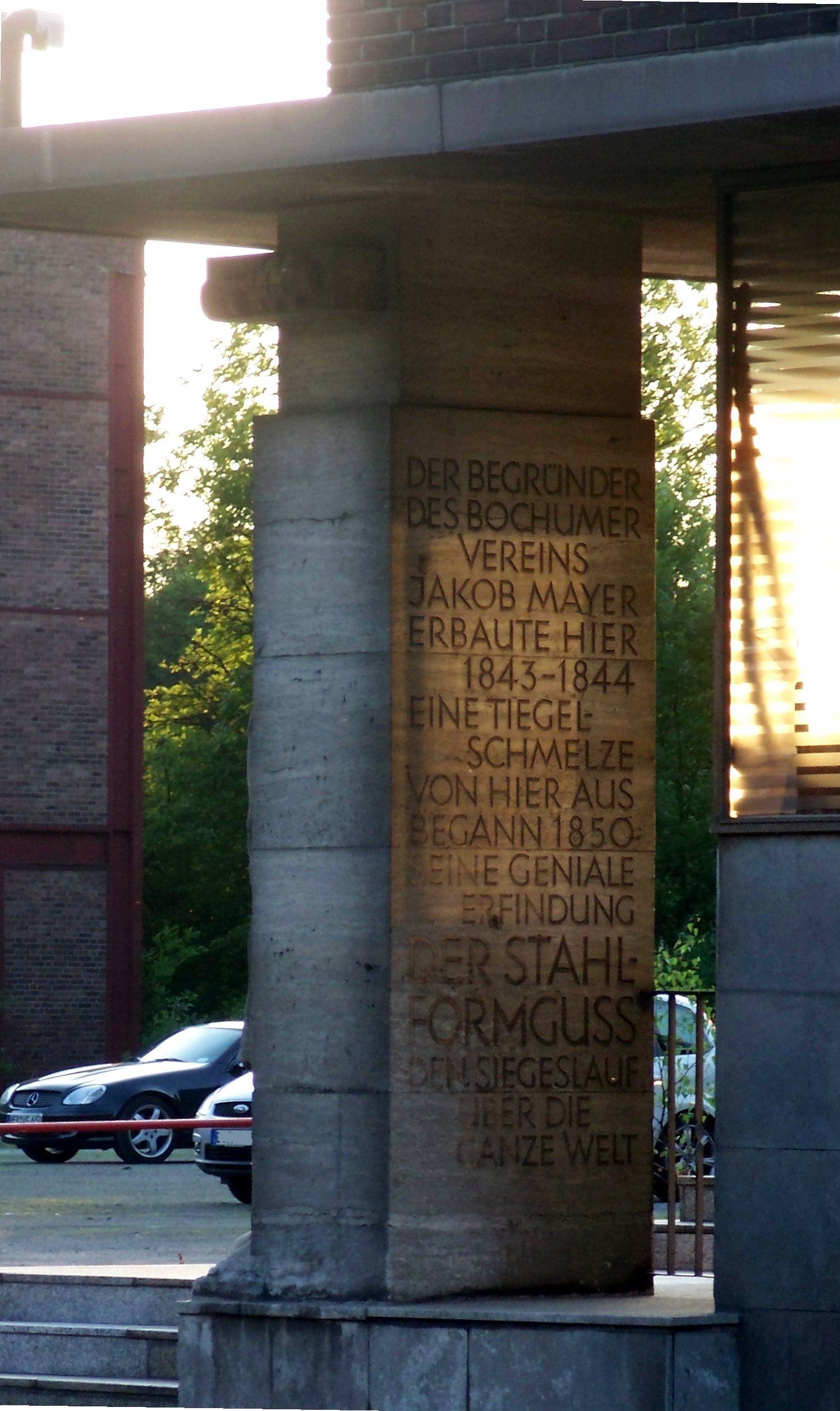
Gedenksäule für die Erfindung des Stahlformgusses

Die ersten Produkte der Hütte waren Halbzeuge in Form von Stahlbarren, die in den Sauerländer und Siegerländer Schmieden zu Werkzeugen, Scheren und Degen weiterverarbeitet wurden. Trotz der durch Tests nachgewiesenen hervorragenden Eigenschaften des Bochumer Gussstahls gelang es nur langsam, die Vorherrschaft des britischen Stahls zu beenden. Später nahm Mayer & Kühne auch selbst die Herstellung von Feilen und Federn auf. Mayer entwickelte sein Gussverfahren aber weiter, sodass die Werkstücke bereits durch die Gussform ihre Endgestalt und -festigkeit erhielten und nicht erst durch das Schmieden des Halbzeugs: Bereits im Jahr 1847 produzierte die Firma außer den Gussstahlglocken, für die der Bochumer Verein später berühmt wurde, auch Kanonenrohre aus Stahlformguss, die damals aber noch bei der Firma Kamp & Co. (der ehemaligen Firma des Industriepioniers Friedrich Harkort) in Wetter fertig bearbeitet werden mussten. Das Stahlformgussverfahren des technisch versierten Jacob Mayer wurde zwar in Verkennung der technischen Möglichkeiten dieses Prozesses nicht durch ein Patent geschützt, immerhin erhielt Mayer aber 1852 durch den preußischen Handelsminister ein Patent auf einen „Formkasten mit Gasheizung“, der eine Komponente des Gussverfahrens darstellte. Im selben Jahr präsentierte die Firma Mayer & Kühne auf der Düsseldorfer Gewerbeausstellung der Weltöffentlichkeit erstmals Produkte aus Stahlformguss in Form von drei Glocken. Die älteste noch erhaltene Glocke aus dieser Anfangszeit von Mayer & Kühne aus dem Jahr 1845 befindet sich im Hermann-Grochtmann-Museum in Datteln. Drei Glocken aus dem Jahr 1847 befinden sich in der kalvinistischen Kirche Túrkeve in Ungarn. Glocken aus dem Jahr 1853 befinden sich im deutschen Werkzeugmuseum in Remscheid sowie in der Kirchengemeinde St. Nikolaus in Kasbach-Ohlenberg.
Ein Großteil der Arbeiter in den ersten Jahrzehnten kam aus einer ländlichen Umgebung, eine spezialisierte Ausbildung fehlte, die Schulbildung war gering. Über den Bochumer Verein heißt es in einem Bericht aus den 1850er Jahren, dass viele Arbeiter im Sommer in der Fabrik arbeiteten und im Winter, wenn in der Industrie eine stillere Zeit begann, in ihre ländliche Heimat zurückkehrten.

### Gründung der Aktiengesellschaft
Da das Bankwesen noch nicht den Begriff des Anlagevermögens kannte, wurden Kredite immer nur kurzfristig gewährt und bei Fälligkeit oder Kündigung umgeschuldet, was bei Mayer & Kühne zu permanenter Kapitalknappheit führte – auch wenn das Ende der Märzrevolution 1849 und die Einführung von Zöllen auf konkurrierendes Stab- und Roheisen aus Großbritannien einen konjunkturellen Schub brachte, konnte das nicht über strukturelle Probleme in der Finanzbasis hinwegtäuschen: Durch die rasche Expansion des Unternehmens – vor allem durch den Neubau eines eigenen Walzwerkes – waren die finanziellen Möglichkeiten bald erschöpft, so dass die Firma Mayer & Kühne 1854 zur Verbreiterung der Kapitalbasis unter Leitung der Kölner Banken A. Schaaffhausen’scher Bankverein und Sal. Oppenheim in eine Aktiengesellschaft umgewandelt wurde – der Bochumer Verein für Bergbau und Gußstahlfabrikation war geboren. Jacob Mayer behielt die technische Leitung, 1855 übernahm jedoch Louis Baare von der Köln-Mindener Eisenbahn-Gesellschaft die Oberleitung des Unternehmens.
Das Stahlformguss-Patent wurde zunächst von dem Mitbewerber Alfred Krupp angefochten, der bereits die Umwandlung der Gussstahlfabrik in eine Aktiengesellschaft durch Zeitungsannoncen torpediert hatte. Auf der Weltausstellung Paris 1855 kam es dann zum Eklat: Jacob Mayer willigte ein, eine der dort ausgestellten Glocken zerschlagen zu lassen und durch Schmieden der Bruchstücke den Beweis anzutreten, dass seine Glocken aus Gussstahl und eben nicht aus Gusseisen bestanden, wie Krupp zuvor behauptet hatte. Der Nachweis gelang im Sinne des Bochumer Vereins. Auch bei anderen Produkten, die etwa gleichzeitig von Mayer und Krupp entwickelt wurden – wie den Gussstahl-Kanonen und später den nahtlosen Radreifen – herrschte erbitterte Konkurrenz zwischen den Essener und Bochumer Unternehmen, die durch die Willkür des damaligen Patentwesens noch geschürt wurde.

### Entwicklung der Produktionsanlagen
Baares erstes Projekt war ein großes Investitionsprogramm, in dem das Puddel- und Tiegelstahlwerk stark erweitert und ein Bandagenwalzwerk nebst Radsatzdreherei aufgebaut werden sollten – das Programm wurde um 1860 mit der Fertigstellung des Bandagenwalzwerkes abgeschlossen. Etwa gleichzeitig gelang es Krupp, durch Eintreiben eines Dorns in eine massive Stahlplatte einen geschlossenen Ring zu formen, und Mayer, geschlossene Ringe aus Stahl zu gießen. Beide „Rohlinge“ mussten dann nur noch auf einem solchen Bandagenwalzwerk zu einem gleichförmigen Ring gewalzt werden, um als Radreifen eines Eisenbahnrades genutzt zu werden.
Eduard Kühne schied 1858 aus, da es aufgrund der Vormachtstellung Baares in der neuen Organisationsform immer wieder zu Differenzen gekommen war. Die aus demselben Grund zwischen Baare, Mayer und dem Verwaltungsrat auftretenden Reibereien wurden erst in den 1860er Jahren durch eine organisatorische Gleichstellung von Baare als Generaldirektor und Mayer als technischem Direktor unter dem Verwaltungsrat gelöst – vorher hatten allerdings Mayer wie auch Baare angedroht, den Bochumer Verein zu verlassen. Im Jahr 1859 wurde Jacob Mayer zur Entlastung der Ingenieur Vital Daelen als Stellvertreter zur Seite gestellt, der zuvor beim Hörder Bergwerks- und Hütten-Verein gearbeitet hatte. Direkt zu Beginn seiner Tätigkeit entwickelte Daelen einen Entwurf für einen Radreifen für die Eisenbahn, so dass die Zusammenarbeit mit Jacob Mayer sehr fruchtbar begann. In der Folgezeit wurde die Produktpalette für die stark expandierende Eisenbahn in Deutschland auf Radsätze und Radreifen für Eisenbahnen und Straßenbahnen erweitert. Der Durchbruch für die von Jacob Mayer erfundenen einteilig gegossenen Räder kam im März 1860, als die Köln-Mindener Eisenbahn-Gesellschaft 400 Radsätze bestellte. Auch Alfried Krupp, der den Stahlformguss bisher bekämpft hatte, konnte den Erfolg der gegossenen Scheibenräder nicht länger ignorieren und nahm 1863 in Essen ebenfalls den Stahlformguss auf und präsentierte 1867 in Paris erste gegossene Scheibenräder. Nach dem Ausscheiden Vital Daelens aus dem Bochumer Verein 1868 wurde Otto Helmholtz sein Nachfolger und nach dem Tod Mayers auch technischer Direktor.

Bochumer Dampfhammer gegen Ende der 1860er Jahre

Schienenwalzwerk des Bochumer Vereins Ende der 1860er Jahre

Erst 1863 hatte man in Bochum nach langem Zögern angefangen, das bisher für die Erzeugung von schmiedbarem Stahl genutzte Puddelverfahren durch das schon 1855 erfundene „Windfrischen“ in der Bessemerbirne zu ersetzen. Diese Umstellung brachte eine Produktivitätssteigerung für Stahl um fast das Zweihundertfache, weswegen sich Krupp sehr schnell zum Einsatz entschlossen hatte, während der Bochumer Verwaltungsrat jedoch die Risiken der Neuerung lange zu kritisch sah. Allerdings konnte das Windfrischen nach Bessemer nur auf phosphorarme Erze angewandt werden, die fast ausschließlich importiert werden mussten und nur von kleinen Erzgruben im Siegerland einzukaufen waren. Das Bessemerwerk wurde 1865 zeitgleich mit einem Schienenwalzwerk fertiggestellt, da sich der Bessemerstahl bestens zu Schienenmaterial verarbeiten ließ. Das Bessemerwerk wurde von Heinrich Köhler geleitet, der sich später durch die Gründung der Westfälischen Stahlwerke AG in Weitmar zu einem Wettbewerber entwickeln sollte.
Die gegenüber Krupp verspätete Einführung des Bessemer-Verfahrens machte der Bochumer Verein später dadurch wett, dass er recht früh auf das „Schnellverfahren“ aufrüstete: Das Roheisen für die Bessemer-Konverter wird dabei nicht in Flamm-, sondern Kupolöfen vorbereitet und das Gießen der Rohblöcke nicht in der damals üblichen, recht kleinen runden Gießgrube vorgenommen, sondern mit einer langgestreckten Gießwagenanlage, die das Entleeren des Bessemer-Konverters vom Gießen der Blöcke zeitlich und räumlich entkoppelte. Der BVG konnte durch diese Beschleunigung Anfang der 1870er Jahre bereits bis zu 50 Bessemer-Chargen pro Tag realisieren – branchenüblich waren nur 8–10 Chargen pro Tag.

21-cm-Schiffsgeschütz des Bochumer Vereins auf der Weltausstellung 1873 in Wien

Seit 1866 entwickelte sich der Bochumer Verein durch die Errichtung einer eigenen Kanonenwerkstatt zu einem leistungsfähigen Rüstungsbetrieb – Geschützrohre und vor allem Hülsen wurden neben anderen Rüstungsgütern in beiden Weltkriegen in großer Anzahl produziert. Aufgrund der kleineren Schmiedehämmer erreichte der Bochumer Verein allerdings im Bereich der Rüstungsgüter nie den Rang von Krupp, was im Jahre 1865 einer der offiziellen Gründe dafür war, dass die Sayner Hütte mit ihren angeschlossenen Eisenerzgruben aus preußischem Staatsbesitz an Krupp und nicht an den Bochumer Verein verkauft wurde: Krupp hatte einfach mehr Erfahrung mit der Geschützfabrikation und dementsprechend wesentlich größere Kapazitäten. Der erste Auftrag für die neue Kanonenwerkstatt kam 1866 von der kgl. bayrischen Regierung kurz vor dem Deutsch-Österreichischen Krieg.
Ende des Jahres 1867 wurde das Werk endlich an das Netz der Bergisch-Märkischen Eisenbahn-Gesellschaft angeschlossen und sieben Jahre später an die Rheinische Eisenbahn-Gesellschaft, was das Beförderungsmonopol der BME sprengte. Bis der eigene Gleisanschluss fertiggestellt war, hatten die Waren per Pferdetransport zum Bahnhof Herne (bis 1860 daher „Herne-Bochum“) der Köln-Mindener Eisenbahn-Gesellschaft transportiert werden müssen.
Auf der Pariser Weltausstellung 1867 wurde eine 15.000 kg schwere Glocke „aus einem Guss“ als Höhepunkt gezeigt, die großes Aufsehen erregte. Sie stand später als Denkmal vor der Verwaltung der Firma, neben dem Torhaus 11, bis sie 1979 der Stadt Bochum geschenkt und vor dem Bochumer Rathaus neu aufgestellt wurde. Sie ist als Rathausglocke wieder populär, wegen eines im Zweiten Weltkrieg erlittenen Schadens klingt sie aber nicht mehr. Es ist die zweitgrößte Glocke Deutschlands.

### Gründerzeit

Die beiden Hochöfen des Bochumer Vereins 1876

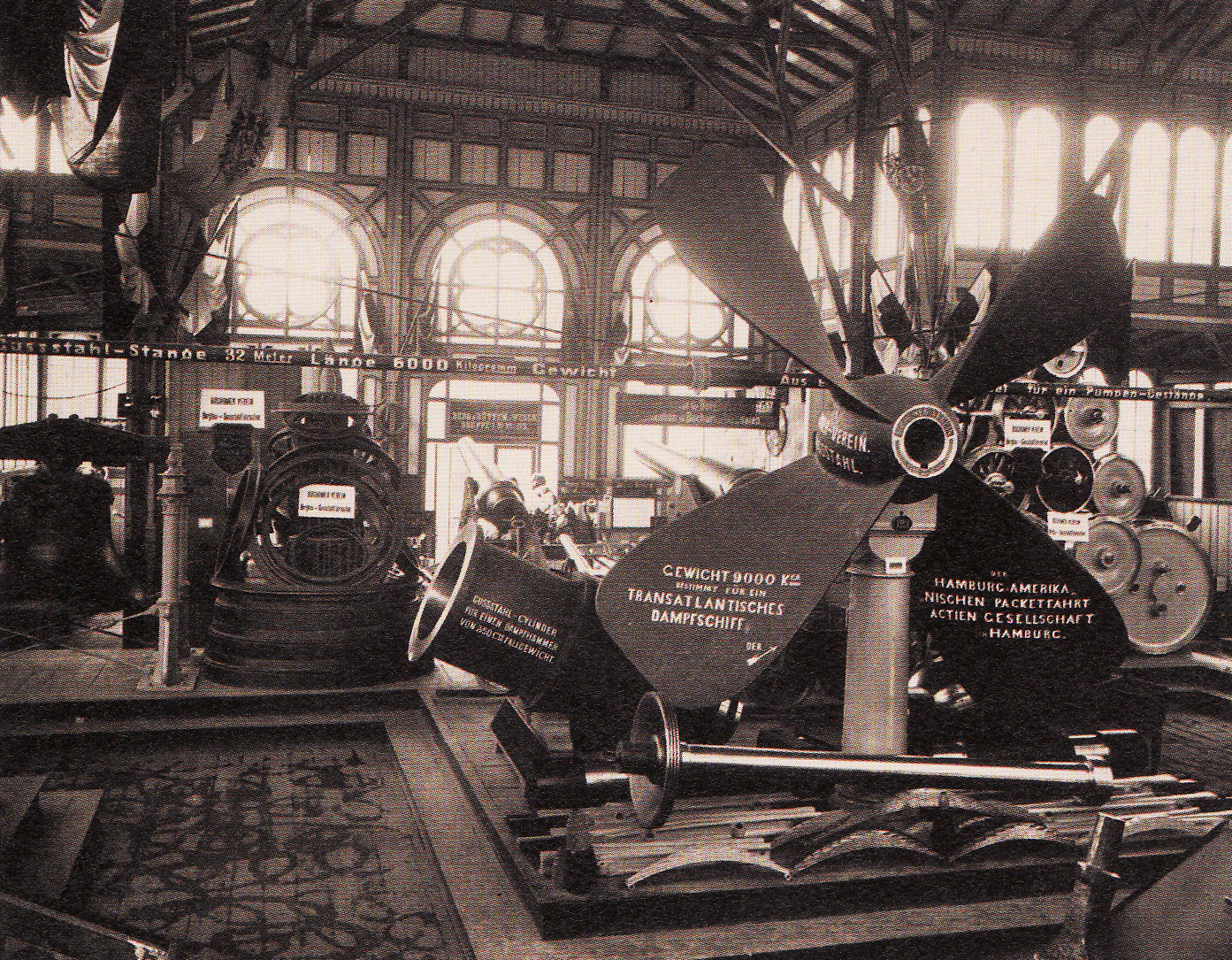
Exponate des Bochumer Vereins bei der Weltausstellung in Wien 1873

Da die Beschaffung von Roheisen in ausreichender Menge und Qualität in der Hochkonjunktur nach dem Deutsch-Französischen Krieg zunehmend Probleme bereitete, wurde 1872 die Mülheimer Hütte (1863–1874) mit zwei eigenen Hochöfen und einigen Erzgruben erworben. Ab 1876 wurde das Roheisen dann in einem eigenen Hochofen erzeugt, dessen Bau 1873 begonnen wurde. Den Bau der Hochöfen leitete der Ingenieur Franz Burgers, der zuvor schon die Hochöfen der Mülheimer Hütte errichtet hatte und nach der durch die Rezession Mitte der 1870er verzögerten Fertigstellung der Bochumer Anlage 1878 von August Thyssen zum Ausbau der Hochofenanlagen zum Schalker Verein geholt wurde. Da sich der BVG seine Hochofenanlage zum Ende des Gründerzeit-Booms mit teuren Bankkrediten finanziert hatte, geriet er jedoch finanziell in Bedrängnis, sodass sich Louis Baare für die Bildung eines Schienen-Kartells starkmachte, um den ruinösen Wettbewerb der Werke untereinander zu unterbinden. Das Kartell kam schließlich unter Einbeziehung aller wichtigen Schienenlieferanten (Krupp, Phoenix, Dortmunder Union etc.) zustande.
Bereits 1876 nahm der Bochumer Verein acht Siemens-Martin-Öfen in Betrieb, mit denen unter Zugabe von Schrott und Kalk Stahl erzeugt werden konnte. Der Bochumer Verein legte sein Siemens-Martin-Stahlwerk (SM-Stahlwerk) nach den Erfahrungen an, die mit der Rationalisierung des Bessemerwerkes gewonnen wurden – das Werk galt mit seiner entlang der Öfen langgestreckten Gießgrube als vorbildlich. Zusammen mit Krupp (16000 t/a) hatte der BVG (35000 t/a) damit bis Ende der 1870er fast ein Monopol auf SM-Stahl in Deutschland. Der SM-Stahl löste damit den hochwertigen Tiegelstahl langsam ab.
Die Mülheimer Hütte wurde bereits 1874 mitten in der Depressionsphase geschlossen; insgesamt wurde fast die Hälfte der Belegschaft des BVG bis 1876 entlassen. Die Rezession wurde schließlich 1879 durch Schutzzölle auf ausländische Waren sowie ein Wiedererstarken der Nachfrage nach Eisenbahnmaterial überwunden. Im folgenden Aufschwung wurden dann bis 1886 zwei weitere Hochöfen gebaut und angeblasen.
Das im Jahr 1881 versuchsweise eingeführte Thomas-Verfahren zur Stahlerzeugung, mit dem auch das phosphorreiche Eisen – wie es in Lothringen zu finden war – zu schmiedbarem Stahl verarbeitet werden konnte, erfüllte die Qualitäts- und Kostenerwartungen nicht, so dass man auch weiterhin auf ausländisches Erz und das Bessemerverfahren angewiesen war. Die Entscheidung zum Kauf der Thomas-Lizenz sowie der Konzession für das phosphorreiche Minette-Feld „Fentsch“ in Lothringen basierten auf einer Fehleinschätzung des technischen Direktors Otto Helmholtz, der daraufhin den BVG verlassen musste.

1872 gebautes Kost- und Logierhaus für 1200 Arbeiter

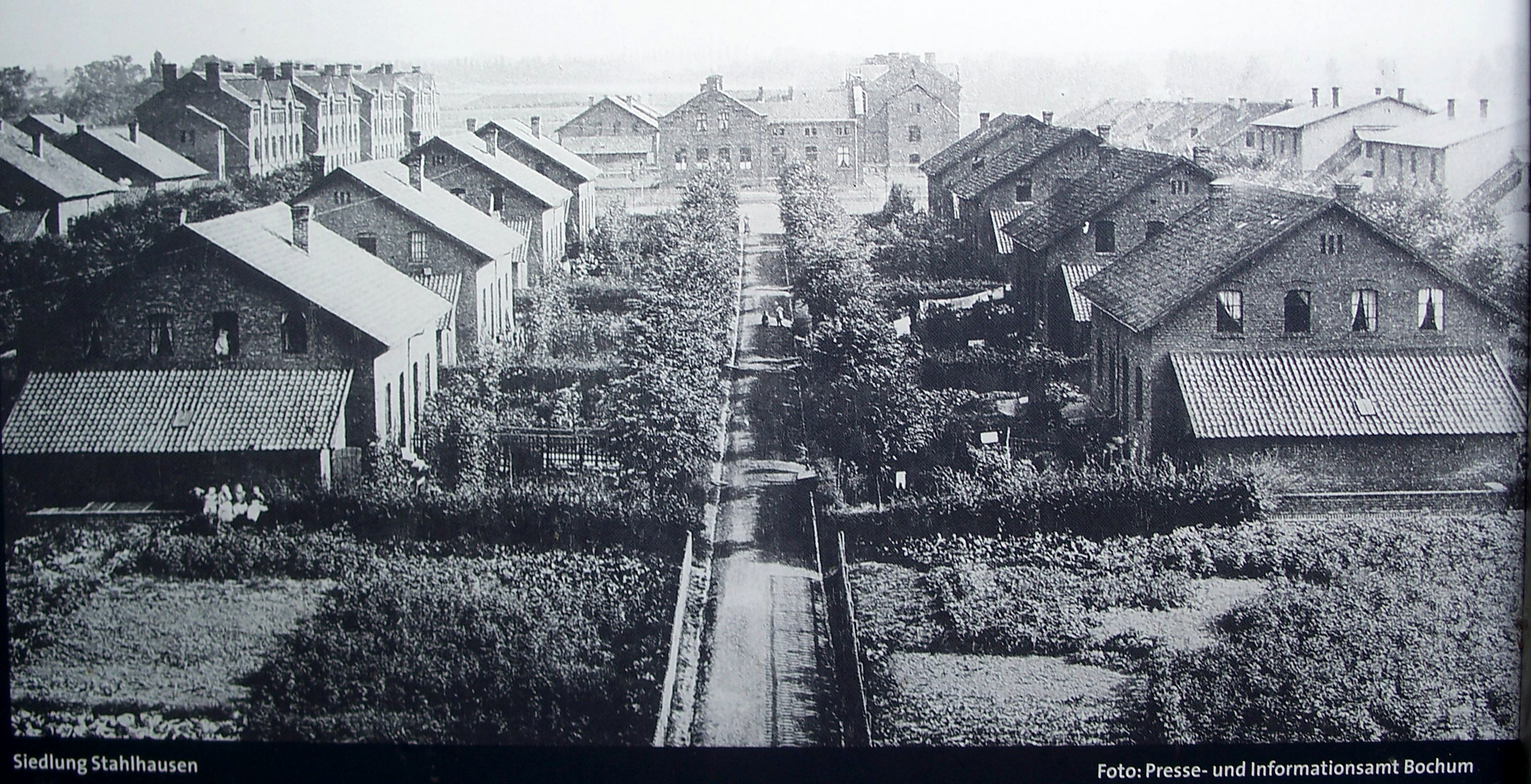
Siedlung Stahlhausen

Da die kleine Stadt Bochum von sich aus nicht genügend Wohnraum für die aus anderen Regionen zuwandernden Arbeiter und ihre Familien bieten konnte, engagierte sich Louis Baare, der von 1855 bis 1895 Generaldirektor war, auch im Bau von Wohnraum und ließ 1858 ein „Arbeiterkosthaus“ errichten, das 1872 durch das wesentlich größere Kost- und Logierhaus Stahlhausen (im Volksmund „Bullenkloster“ genannt) mit Übernachtungsplätzen für 1200 alleinstehende Arbeiter, entsprechenden Sozialräumen und einer Kantine ersetzt wurde. Von den ursprünglichen Werks-Wohnanlagen ist ein Teil erhalten, beispielsweise der Wohnblock im Straßendreieck Alleestraße, Wattenscheider Straße und Kohlenstraße sowie die Siedlung zwischen Baarestraße und Alleestraße. Insgesamt ist nahezu der gesamte Ortsteil Stahlhausen auf die Tätigkeit des Bochumer Vereins zurückzuführen.
Über den Wohnstättenbau hinaus wurden die Beschäftigten durch eine schon bei der Firma Mayer & Kühne als „Unterstützungskasse“ eingeführte Kranken- und Rentenversicherung an das Unternehmen gebunden und von werkseigenen „Konsumanstalten“ mit Lebensmitteln versorgt. Erst mit dem Unterstützungskassengesetz aus dem Jahr 1854 bzw. dem Übergang in eine Aktiengesellschaft wurde vom BVG ein Zuschuss zu den Kassenbeiträgen geleistet, so dass die Kassenleistungen dann über das gesetzlich geforderte Maß hinausgingen – als Standard für die Stammbelegschaft galten freie Behandlung beim Arzt, kostenlose Medikamente, Krankengeld sowie Beerdigungskosten und Witwen- und Waisenunterstützung. Grundsätzlich schwankte der Beitrag der Arbeitgeberseite in Abhängigkeit von der wirtschaftlichen Lage, und die Leistungen der Unterstützungseinrichtungen richtete sich zur Bindung an das Unternehmen stark nach Betriebszugehörigkeit und Beschäftigtenstatus. 1872 wurden die verschiedenen Sozialeinrichtungen in einer eigenen Aktiengesellschaft zusammengefasst, die aber bereits 1876 mangels gezeichneter Aktien liquidiert und wieder in den BVG integriert wurde.

Zeitgenössische Werbung

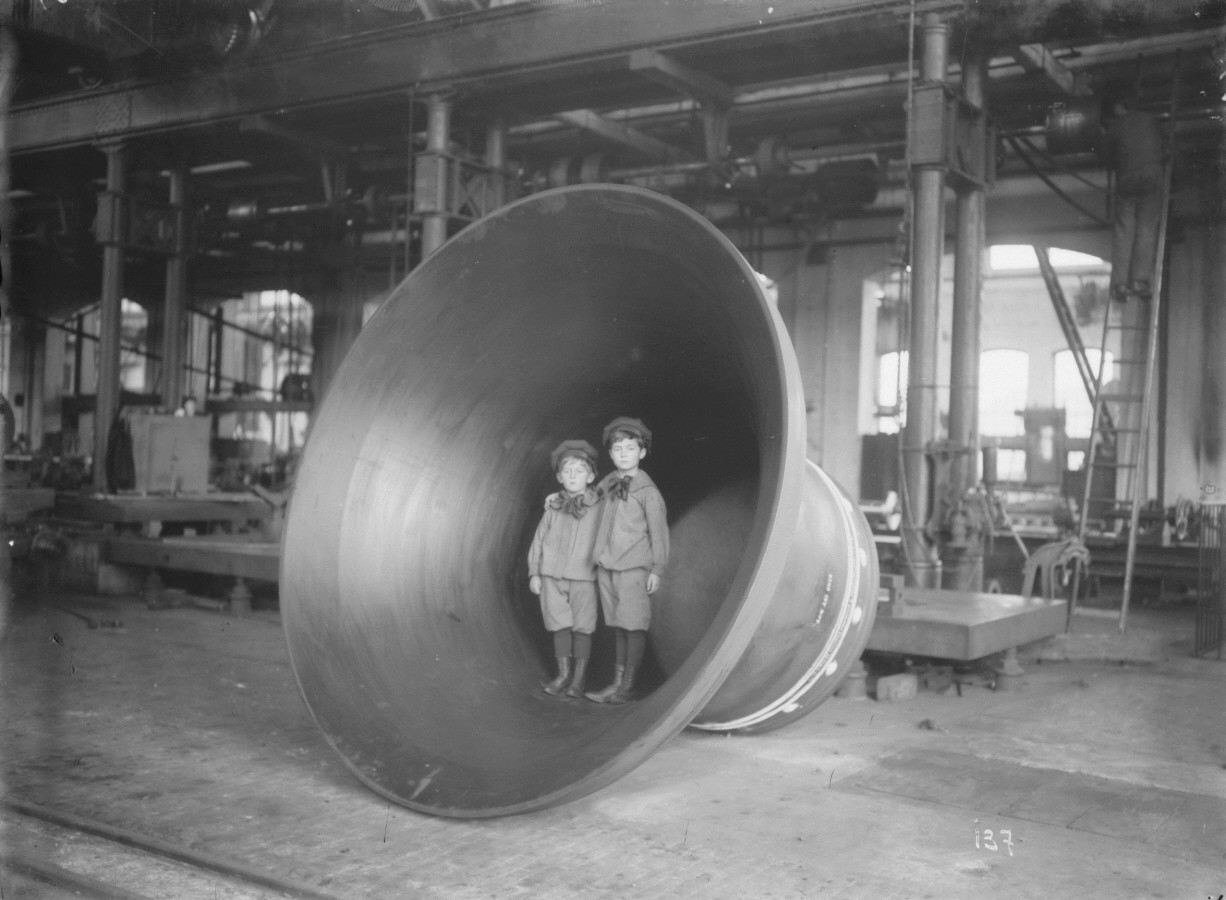
Glocke, 1898

Louis Baares Einstellung als Patriarch, der sein Unternehmen zwar streng, aber auch mit Verantwortung für die Arbeiter leitete, wurde durch eine Denkschrift vom 30. April 1880 an Otto von Bismarck zu einem Vordenker des ersten Unfallversicherungsgesetzes im Deutschen Reich. Auch Louis Baares Sohn Fritz Baare (1855–1917), der bis 1917 Generaldirektor der BVG war, setzte die Sozialpolitik seines Vaters fort.
In lohnpolitischer Hinsicht folgte Louis Baare dem Trend zum Gruppenakkord. Auf der Generalversammlung des Bochumer Vereins 1875 bezeichnete er den Akkordlohn als „Alpha und Omega“, um die Betriebskosten zu senken. Abgesehen von hoch spezialisierten Tätigkeiten und den einfachsten Beschäftigungen werde der Akkordlohn im gesamten Unternehmen angewendet. Dabei ging Baare deutlich weiter als die Vorbilder in England. Mit dem Akkordlohn wurde gerade in der Gründerkrise das Risiko von Marktschwankungen auf die Arbeiter übertragen. Tatsächlich wurde die Belegschaft des Hüttenwerkes zwischen 1873 und 1878 von über 4000 auf etwa 2500 Mann verringert, die Lohnkosten wurden halbiert, während die Produktion pro Mann und Tag von 15 auf 30 t Stahl stieg. Zur Disziplinierung der Arbeiter führte der Bochumer Verein bereits 1860 die Markenkontrolle ein.

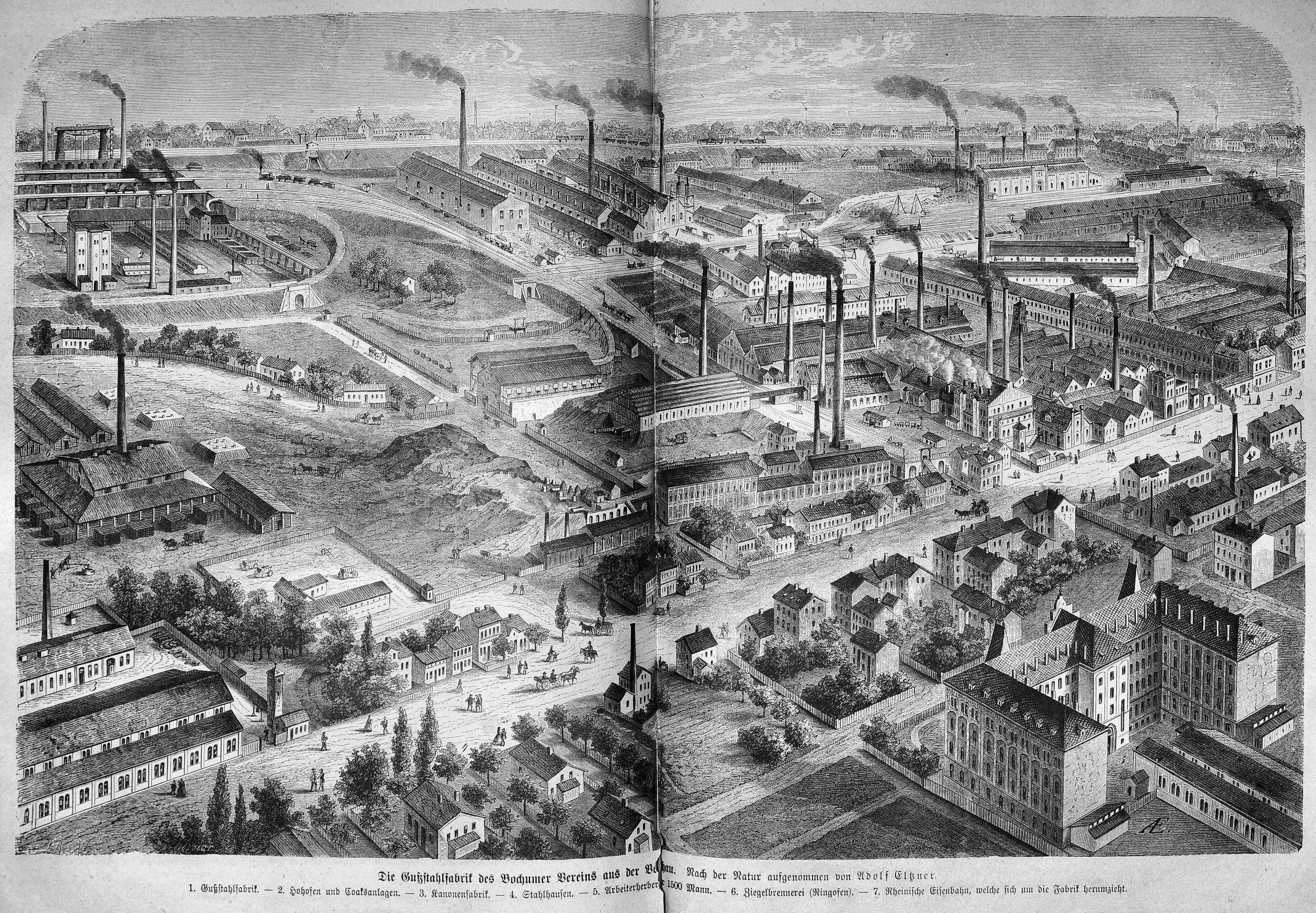
Ansicht des Bochumer Vereins 1875

Auch international wurden die Produkte des Bochumer Vereins verkauft. 1873 gab es bereits 23 Verkaufsvertretungen, zwölf davon im Ausland. Auch über die Teilnahme an internationalen Gewerbe- und Weltausstellungen – wie der Weltausstellung 1873 in Wien – wurden die Erzeugnisse beworben.
Im Jahr 1879 wurde die erste der drei großen Eisenbahngesellschaften des Ruhrbezirks, die Köln-Mindener Eisenbahn-Gesellschaft, auf Empfehlung einer Untersuchungskommission verstaatlicht. Ihr folgten 1880 die Bergisch-Märkische Eisenbahn-Gesellschaft und 1882 die Rheinische Eisenbahn-Gesellschaft, was allerdings erst 1897 zu der Ausweitung des für andere Güter bereits seit 1890 eingeführten günstigen „Rohstofftarifes“ auf alle Erze und Kohle führte. Durch die staatliche Zusammenfassung konnten unwirtschaftliche Strecken aufgegeben werden, die in den Jahren zuvor durch den Anschluss an mehrere Eisenbahnnetze deren Preisdiktat zu entgegnen versuchten. Auch der Bochumer Verein profitierte von den neuen Tarifen.
Die Versuche des Bochumer Vereins, sich durch Beteiligungen auch international aufzustellen und wichtige Absatzmärkte durch lokale Präsenz zu erhalten, hatten wenig Erfolg: Die Beteiligung an der Firma Tardy & Benech in Savona, Italien, von 1887 bis zur kompletten Abschreibung im Jahr 1891 sowie das kleine Engagement bei der Firma Portilla, White & Co. in Sevilla, Spanien, von 1887 bis 1893 endeten beide als Verlustgeschäft.

Hochofenanlage um 1900

Im Jahre 1889 wurde die 1870 gegründete benachbarte Aktiengesellschaft für Stahlindustrie von der Gewerkschaft Schalker Gruben- und Hüttenverein, die ihrerseits von Thyssen kontrolliert wurde, übernommen. Gründer der zuerst Neues Stahlwerk KG Daelen, Schreiber & Co. genannten Firma, die später zur Aktiengesellschaft wurde, war der ehemalige Stellvertreter Mayers, Vital Daelen, der sich mit dem Wissen über die profitabelsten Erzeugnisse selbstständig gemacht hatte. Im Depressionsjahr 1873/1874 wirkten sich die in der Boomphase zu teuer abgeschlossenen Roheisenverträge finanziell jedoch so verheerend aus, dass August Thyssen als Teilhaber einspringen musste. 1875 musste die Bessemer-Anlage der Stahlindustrie sogar vorübergehend stillgelegt werden. Außer der Gelände- und Anlagenerweiterung bedeutete der Zukauf des als „Stahlindustrie“ relativ selbstständig weitergeführten Betriebes den Zugang zur Zeche Engelsburg für den Bochumer Verein und rund 850 neue Arbeiter und „Beamte“ (Angestellte). Im gleichen Jahr wurde auch der Bau von kompletten Eisenbahnwaggons für den Güterverkehr aufgenommen, der das Geschäft mit den Radsätzen zum Fertigprodukt abrundete.

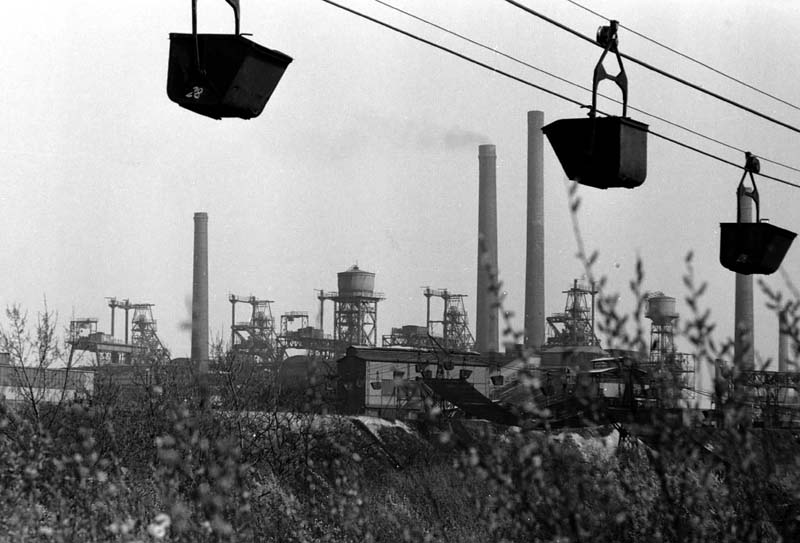
Tragseilbahn zwischen der Kokerei der Zeche Carolinenglück und den Hochöfen des Bochumer Vereins um 1968

1912 wurde zur direkten Verbindung der Kokerei der Zeche Carolinenglück mit den Hochöfen eine Tragseil-Schwebebahn gebaut, die bis 1968 (Stilllegung der Kokerei und der Hochöfen) betrieben wurde. Die Seilbahn querte den in den 1960er Jahren ausgebauten Ruhrschnellweg (heutige A 40) über eine bis Oktober 2010 noch existierende Schutzbrücke (zum Schutz des Straßenverkehrs vor herunterfallenden Koksstücken oder Transportgefäßen) mit untergehängtem Fußgängersteg (Koordinaten 51° 29′ N, 7° 11′ O).

Ansicht der Ausstellungshalle des Bochumer Vereins auf der Industrie- und Gewerbeausstellung 1902 in Düsseldorf

Hauptportal, 1902

Als neue Gaskraftzentrale und Gebläsemaschinenhalle wurde auf dem Gelände des Bochumer Vereins 1903 die jetzt „Jahrhunderthalle“ genannte Halle errichtet. Deren Eisenkonstruktion hatte zuvor auf der Industrie- und Gewerbeausstellung 1902 in Düsseldorf als Ausstellungshalle des Unternehmens gedient, wo sie aber mit einer aufwändiger gestalteten Fassade und einem Glockenturm versehen war. Insgesamt waren in den Jahren 1880 bis 1900 zahlreiche Verbesserungen eingeführt worden: Die Erzeugung von Wind und Strom wurde von Gasmotoren anstelle von Dampfmaschinen übernommen, durch den Kauf der Zeche Carolinenglück und den Ausbau ihrer Kokerei konnte die eigene Hüttenkokerei stillgelegt und ein gasbasierter Energieverbund zwischen Hochöfen, Kokerei und den vielen Verbrauchern im Werk etabliert werden. Auch der Waggonbau nebst Weichenfertigung war stark erweitert worden. Im Zuge der Modernisierungen wurde 1912 das veraltete Bessemer- und Siemens-Martin-Werk stillgelegt.

### Rohstoffbasis
Für die Versorgung mit Steinkohle und Koks für die bis 1886 schließlich vier an der Gahlenschen Straße gelegenen Hochöfen hatte sich der Bochumer Verein nach und nach an mehreren Zechen beteiligt oder sie komplett übernommen:
- 1868 Zeche Vereinigte Maria Anna Steinbank, aber bereits 1904 stillgelegt, Feld später an Stinnes verkauft
- 1889 Zeche Engelsburg mit Brikettfabrik, durch Angliederung der Gesellschaft für Stahlindustrie
- 1890 Zeche Hasenwinkel, 1904 an Stinnes verkauft
- 1900 Zeche Carolinenglück mit Kokerei und Zeche Graf Moltke
- 1907 Zeche Teutoburgia

Durch den Kauf der Mülheimer Hütte 1872 kamen außerdem einige zumeist kleinere Erzgruben im Siegerland und im Nassauischen hinzu, die zumeist bis 1894 wegen Erschöpfung geschlossen wurden:
- Grube Wilhelmine und Hymensgarten
- Gruben Kuhlenwalderzug, Wasserquelle, Ecke, Steinseifer Vereinigung, Wasenberg (Kreis Siegen)
- Gruben Wäth und Gotthart (Kreis Wetzlar)
- Grube Klappertshoffnung, Feldberger Erbstollen (Kreis Siegen)
- Grube Hermann (Kreis Mülheim)

Nach der Annexion Lothringens (1871) erwarb der Bochumer Verein im Jahre 1881 außerdem die Konzession für das Minette-Feld „Fentsch“ bei Kneuthingen, um sich eine eigene Versorgung mit Eisenerz zu sichern. Die Grube „Fentsch“ wurde aber erst 1900 erschlossen, da die Frachtkosten zuvor keinen wirtschaftlichen Betrieb zuließen. Nennenswerte Fördermengen wurden dort erst im Laufe der Jahre 1903/1904 erreicht – 1914 schließlich 870.000 t Erz bei 1100 Mann Belegschaft. Da sich das Thomas-Verfahren allerdings beim BVG nicht durchgesetzt hatte, wurde das Lothringer Erz ausschließlich verkauft und nicht selbst genutzt. Die Grube mit den zwei Stollen „Louis Baare“ und „Fahr“ fiel nach dem Ersten Weltkrieg an Frankreich zurück (französischer Name: „Mine de Fontoy“, Knutange/Moselle). Das eindrucksvolle Portal der aufgegebenen Grube und die unterirdischen Galerien sind erhalten.
Um die Abhängigkeit von phosphorarmen Erzen aus Algier, Spanien und Afrika zu verringern, wurden 1911 Eisenerzfelder in Schweden erworben: die Grube Natorpsfeld bei Norrköping und die Grube Intrangetfeld in der Provinz Dalekarlien, da zu Schweden bereits Lieferbeziehungen bestanden.
Im Jahr 1890 wurde außerdem die Konzession für ein Kalksteinvorkommen bei Wülfrath gekauft, um den Bedarf an gebranntem Kalk als Zuschlagsstoff für die Stahlerzeugung in einem eigenen Kalksteinbruch zu decken – die Vorkommen des Bochumer Bruchs waren erst 1958/1959 erschöpft. Der ehemalige Steinbruch wird als Landschaftsschutzgebiet unter anderem vom Deutschen Alpenverein für Klettertouren genutzt.
Auch das für den feuerfesten Ofenausbau notwendige Quarzit wurde ab den 1890ern im Steinbruch Hühnerberg abgebaut, allerdings waren die Bestände recht schnell erschöpft.
Die Vereinsleitung erwarb weiterhin Beteiligungen an Erzvorkommen in Norwegen und Finnland, die für das Bessemerverfahren brauchbares Erz lieferten.

### Erster Weltkrieg
Die Mobilmachung des Heeres am 1. August 1914 traf den Bochumer Verein unvorbereitet – 1912 war gerade begonnen worden, alle vier Hochöfen zu modernisieren, die Vorratshaltung war aufgrund der aktuellen Investitionen so knapp wie möglich gehalten worden. Von den 16.000 Mann des Konzerns wurden 5200 einberufen – gleichzeitig musste die Produktion vom gewohnten Friedensmaterial auf Kriegsgüter wie Geschütze und Geschosshülsen umgebaut werden. Dem als Oberingenieur angestellten Walter Borbet gelang es schließlich, haltbare Geschütze aus Siemens-Martin-Stahl zu gießen, da der bisher verwendete Tiegelstahl nicht in ausreichender Menge produziert werden konnte. Außerdem führte Borbet 1916 das Dwight-Lloyd-Verfahren für die Verhüttung ein, bei dem feinkörniges Eisenerz zuerst in einer sogenannten Agglomerieranlage zu größeren Stücken gesintert wird, bevor es in die Hochöfen gelangt. Der BVG produzierte schließlich rund 3000 Geschützrohre pro Monat. Das Abschneiden der Erzlieferungen aus Algier und Spanien führte dazu, dass nochmal zwei kleinere Siegerländer Erzgruben (Eiserne Hardt und Silberwiese) gekauft wurden.
Trotz der Auslastung der Maschinenbauindustrie durch die Materialschlacht des Krieges wurden zahlreiche Anlagen zur Vergütung der Geschützrohre gebaut und in Betrieb genommen. Die Knappheit an Rohstoffen – vor allem an Nickel zum Legieren – führte zu intensiver metallurgischer Forschung, um den Bedarf an Waffen trotzdem befriedigen zu können.
Um die zur Front eingezogenen Arbeiter zu ersetzen, setzte man auch zunehmend Frauen (zuletzt fast 3000) und Kriegsgefangene (rund 1500) ein, wodurch die Belegschaft wieder auf rund 17.600 Arbeiter anwuchs.

### Weimarer Republik

Hochöfen, um 1920

Im Friedensvertrag von Versailles wurde Deutschland die Zerstörung von Fabrikanlagen auferlegt, die zur Herstellung von Waffen dienten – beim Bochumer Verein wurden daher die Gesenkschmiede, die Pressen, große Teile der Vergütungsanlagen und viele Bearbeitungsmaschinen der mechanischen Werkstätten zerstört.
Die Herner Zeche Friedrich der Große wurde 1918 erworben, aber bereits 1921 wieder an die Ilseder Hütte verkauft, da durch den Zusammenschluss mit der Gelsenkirchener Bergwerks AG in der Rhein-Elbe-Union die Kohlebasis ausreichend war, stattdessen aber liquide Mittel für den Neubau des Höntroper Werkes benötigt wurden. Der Verlust der Eisenerzgrube „Fentsch“ wurde 1919 durch den Kauf der wenig ergiebigen Eisenerzgrube Schnellenberg und Falkenberg im Siegerland nur teilweise abgefangen.

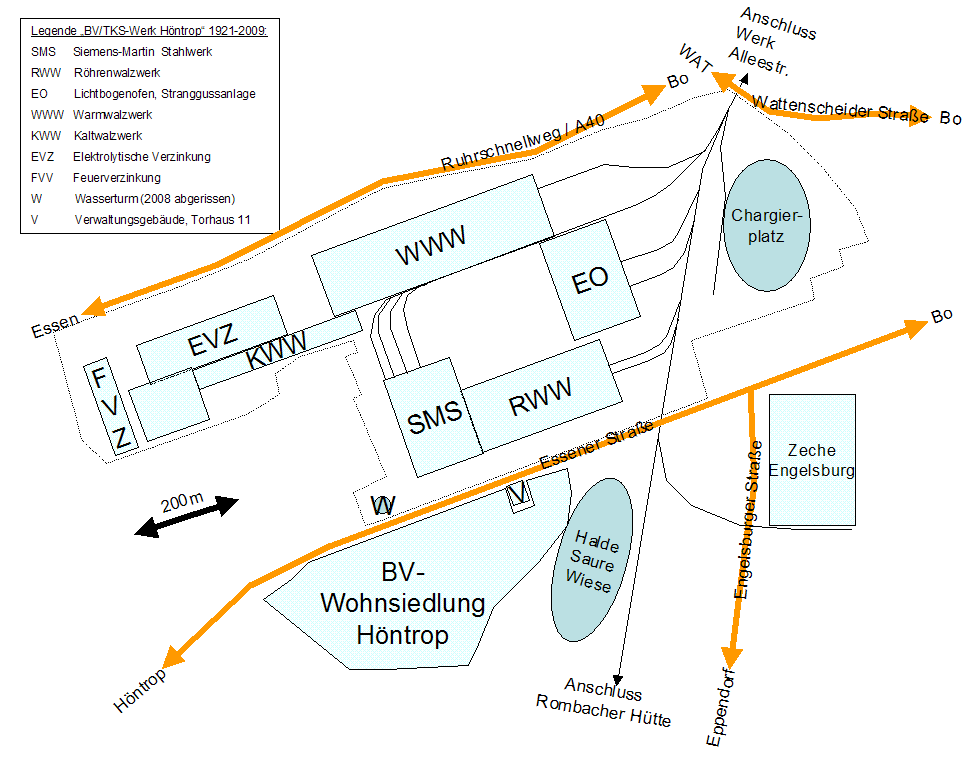
Lageplan des Höntroper Werkes des Bochumer Vereins / ThyssenKrupp-Stahl

Im Jahr 1921 wurden die Überlegungen zum Ausbau der Stahlerzeugungskapazitäten konkretisiert. Auf den Geländen Alleestraße und Stahlindustrie war allerdings kein Platz mehr, so dass große Flächen im nahegelegenen Höntrop aufgekauft wurden (Koordinaten 51° 29′ N, 7° 10′ O). Geplant wurde zunächst ein Stahlwerk („Stahlwerk III“) mit vier Siemens-Martin-Öfen, von denen die ersten zwei im November 1924 und Januar 1925 in Betrieb gingen. Um die Betriebskosten gering zu halten, wurde direkt neben dem Stahlwerk auch ein Röhrenwalzwerk errichtet, in dem im April 1924 das erste Rohr gewalzt wurde, was allerdings nur wenige Jahre in Betrieb war, da seitens der Vereinigten Stahlwerke bereits eine Konzentration der Röhrenherstellung in Mülheim geplant war. Die komplette Wärmeversorgung wurde „ohne ein Stück Kohle“ realisiert, indem alle Feuerungen auf Gichtgas aus den Hochöfen an der Gahlenschen Straße und Koksgas aus der Kokerei der Zeche Carolinenglück ausgerichtet wurden. Zum Abpuffern der Gasströme wurden zwei rund 70 m hohe Gasometer mit 100.000 m³ Inhalt auf dem nördlichen Teil des Geländes, direkt an der Werksbahn- und Gasverbindung zum Werk Alleestraße errichtet. Zur Reduktion des Frischwasserbedarfs wurde direkt am Wasserturm eine Klär- und Kühlanlage gebaut, die auch zur Regenwassernutzung eingerichtet war. Die Hallenkomplexe mit einer Grundfläche von 31.400 m² (Stahlwerk) und 38.100 m² (Walzwerk) wurden von der Firma Dortmunder Union Brückenbau errichtet. Das Röhrenwalzwerk galt damals sogar als das größte der Welt. Auf der gegenüberliegenden Seite der Essener Straße wurden eine Wohnsiedlung für Werksangehörige und Verwaltungsbauten durch den bekannten Architekten Wilhelm Kreis errichtet.

Markenzeichen des Bochumer Vereins für Gußstahlfabrikation

Hugo Stinnes, der über eine Zwischenfirma unter Mitwirkung eines Bankenkonsortiums 50 % der Aktien aus dem Besitz des Bankiers Hugo Herzfeld gekauft hatte und nun Hauptaktionär des Bochumer Vereins war, gründete 1920 den Montankonzern Rhein-Elbe-Union GmbH zur Bündelung der Firmeninteressen seiner Deutsch-Luxemburgischen Bergwerks- und Hütten-AG, der Gelsenkirchener Bergwerks AG (GBAG) und des neu erworbenen Bochumer Vereins. Aufgrund der daraus folgenden Umgestaltung des Direktoriums trat Wilhelm Baare 1922 von seinem Amt als Vorsitzender des Direktoriums zurück. Vorsitzender des neu eingerichteten Vorstandes wurde Walter Borbet, der 1924 auch zum Generaldirektor ernannt wurde und die BVG bis zu seinem Tod nach ähnlich patriarchischer Art wie Louis Baare leitete. Mitglied im Vorstand wurde auch Hans Baare, ein Sohn von Wilhelm Baare. Zwei Jahre nach dem Tod Stinnes wurde die Rhein-Elbe-Union aufgelöst; die beteiligten Unternehmen gingen 1926 unter Führung von Hugo Stinnes’ Vertrautem Albert Vögler in der Vereinigte Stahlwerke AG auf. Im gleichen Jahr werden die Waggonfabrik und der Feldbahnbau beim Bochumer Verein aufgegeben. Aufgrund der metallurgischen Erkenntnisse, die man im Ersten Weltkrieg erarbeitet hatte, wurde das Tiegelstahl- und Bessemerverfahren zugunsten des Siemens-Martin-Verfahrens 1925 komplett eingestellt und die entsprechenden Werksteile stillgelegt.

Hafen Grimberg

Im Januar 1927 wurden in Bochum von der Vereinigte Stahlwerke AG die Deutsche Edelstahlwerke AG gegründet, in die unter anderem die Edelstahlaktivitäten des Bochumer Vereins eingegliedert wurden – damit verließen die an der heutigen Bessemerstraße gelegenen Werksteile der Gesellschaft für Stahlindustrie den Bochumer Verein – werden aber bei der Umgestaltung der DEW 1929 wieder als Werk Stahlindustrie in den BVG integriert. Ebenfalls im Jahr 1929 wurde die Verbindungsbahn zum Hafen Grimberg (Lage 51° 32′ 41″ N, 7° 7′ 14″ O) am Rhein-Herne-Kanal fertiggestellt, was die Transportkosten für das Eisenerz wesentlich minderte.
Die Ruhrbesetzung hatte zu einer Lähmung der Wirtschaft geführt, durch den damit verbundenen Generalstreik und die später immer wieder aufflammenden Streiks traf die Anfang der 1930er Jahre einsetzende Weltwirtschaftskrise auch die Abteilung Bochumer Verein der Vereinigten Stahlwerke AG hart: Allein im April 1930 mussten 600 Arbeiter entlassen werden. Im September 1931 wurde die Einstellung des Betriebes im neuen Röhrenwalzwerk in Aussicht gestellt, was zu einer Entlassung von weiteren 700 Mitarbeitern führte. Insgesamt schrumpfte die Belegschaft des Bochumer Vereins bis 1932 um fast 50 Prozent.
1932 wurde ein Badehaus für die Belegschaft errichtet, das dem bisher ungeregelten Badebetrieb in den Kühlteichen der Granulationsanlage für die Hochofenschlacke ein Ende setzte. 1936 wurde das Bad auch für die Allgemeinheit freigegeben, die das Schlackenbad ausgiebig nutzte. Ende der 1930er Jahre gab es bereits um die 4000 ärztliche Verschreibungen für die Bochumer Schwefelbäder.
Bekannt blieb der Bochumer Verein weiterhin für seine Glockenproduktion. Ende der 1920er Jahre waren schon über 30.000 Kirchenglocken und 60.000 weitere Gussstahlglocken hergestellt. Theo Fehn nennt insgesamt 38.000 Gußstahlglocken, wobei sich sein Werk um Kirchenglocken handelt.

### Zeit des Nationalsozialismus und Zweiter Weltkrieg
Bei der Neugliederung der Vereinigte Stahlwerke AG (VSt) nach der Machtübergabe 1933 wurde der Bochumer Verein als Bochumer Verein für Gußstahlfabrikation AG zum 1. Januar 1934 wieder formal eigenständig – gleichzeitig wurde ihm die Rombacher Hütte als Werk Weitmar zugeordnet, die bereits seit 1926 zur Betriebsgruppe Bochum der VSt gehört hatte.
Mit Wirkung zum 1. Oktober 1934 übernahm der Bochumer Verein auf Anraten der Wehrmacht die Aktienmehrheit des angeschlagenen Fahrzeug- und Maschinenbaubetriebs Hanomag in Hannover mit rund 10.600 Beschäftigten, in dem die Geschützrohre aus der Bochumer Produktion während des Zweiten Weltkrieges zu kompletten Waffen montiert wurden. Damit war ein weiterer Schritt zur vertikalen Ausrichtung des Konzerns in Richtung Rüstungsbetrieb getan, der nun vom Rohstoffabbau bis zum fertigen Waffensystem alles unter seinem Dach vereinigte. Das still liegende Werk Weitmar wurde gleichzeitig zur Fertigung von Panzerkuppeln für den Westwall modernisiert.
Ab Dezember 1936 beteiligte sich der Bochumer Verein als Gründungsmitglied an der Gelsenberg-Benzin AG, die ab 1939 synthetische Kraftstoffe aus Steinkohle herstellte.

Die Bochumer NS-Musterbetriebe, 1938

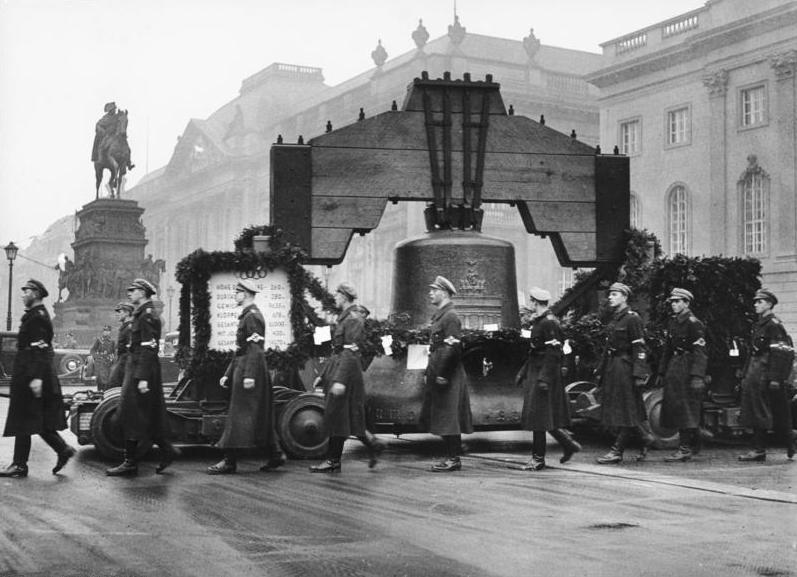
Olympiaglocke bei der Ankunft in Berlin im Januar 1936

In der Zeit des Nationalsozialismus wurde der Bochumer Verein wegen seiner durch Generaldirektor Walter Borbet geprägten vorbildlichen Haltung gegenüber den Ideen des Nationalsozialismus im Mai 1937 zum „Nationalsozialistischen Musterbetrieb“ gekürt, der den Einfluss der NSDAP beziehungsweise der Deutschen Arbeitsfront auf die Belegschaft aktiv unterstützte – diese Auszeichnung behielt der BVG bis Kriegsende. Adolf Hitler selbst stattete dem Bochumer Verein am 14. April 1935 einen Besuch ab, bei dem er sich von Albert Vögler, Fritz Thyssen und Walter Borbet das Höntroper Werk zeigen ließ. Zuvor hatten Reichswehrminister Werner von Blomberg am 20. Februar 1935 und Hermann Göring am 9. Mai 1935 das Werk besichtigt, was in den Folgejahren zum Abschluss umfangreicher Mantelverträge zur Waffenproduktion führte. Auch die Glocke der Olympischen Sommerspiele 1936 in Berlin mit der Inschrift „Ich rufe die Jugend der Welt“ wurde vom BVG gegossen. Ihr Aufenthaltsort geriet nach dem Krieg in Vergessenheit, sie wurde jedoch 1956 wiedergefunden, ist allerdings durch den Fall aus dem Glockenturm und Beschuss so beschädigt, dass sie nicht mehr geläutet werden kann.
Nach der Inbetriebnahme des ersten Lichtbogenofens am 19. Februar 1935 im Stahlwerk Alleestraße folgten bis 1942 noch zwei weitere Elektroöfen, in denen hoch legierte Edelstähle verarbeitet werden konnten, für die die Siemens-Martin-Öfen nicht brauchbar waren. Damit erfolgte die Einführung des seit der Jahrhundertwende bekannten Elektrostahls sehr spät, was im Wesentlichen auf die Fehlentscheidung von Walter Borbet rückführbar war, der lange am von ihm eingeführten Duplexverfahren mit dem Einsatz von Roheisen und Erz in Siemens-Martin-Öfen festhielt. Solche technischen Fehlentscheidungen führten schließlich durch hohe finanzielle Verluste dazu, dass die deutschen Edelstahlwerke, deren Vorstand Borbet ebenfalls angehörte, 1929 neu konstituiert wurden, ihren Sitz nach Krefeld verlegten – und Borbet dem neuen Vorstand nicht mehr angehörte. Andererseits setzte sich Borbet stark für das Erschmelzen in Hochfrequenzöfen ein, so dass mit Beteiligung der DEW 1934 die Hochfrequenz-Tiegelstahl GmbH in Bochum gegründet wurde, in die die seit 1924 vorhandene Edelstahlversuchsschmelze des Bochumer Vereins integriert wurde.
1938 wurde im Werk Höntrop eine neue Presse mit 6000 t Druckkraft aufgestellt, die 1946 demontiert und nach Großbritannien gebracht wurde – wo sie allerdings nie in Betrieb genommen wurde. Mitte der 1950er Jahre kaufte der Bochumer Verein die Presse zurück und nahm sie am Standort Alleestraße wieder in Betrieb, wo sie nach einer Generalüberholung 2007 noch immer arbeitet.
Da die Press- und Schmiedebetriebe des BVG trotz aller Anstrengungen die Nachfrage der Wehrmacht nach Geschosshülsen und Geschützrohren nicht befriedigen konnten, forcierte Borbet das vom Schalker Verein seit 1919 entwickelte Schleudergussverfahren, das zu einer Produktionssteigerung und -verbilligung in diesem Produktsegment führte, da homogene Hohlkörper nicht mehr aus dem Vollen gedreht werden mussten, sondern bereits annähernd in Endform aus der Schleudergussmaschine kommen. Nach einer Besichtigung des Heereswaffenamtes 1928 und dem Kauf von Lizenzen aus Kanada wurden die Entwicklungen des Schalker Vereins und des BVG schließlich in der Hochfrequenz-Tiegelstahl GmbH zusammengefasst, so dass ab 1934 der BVG innerhalb der VSt. der einzige Betrieb war, der nach diesem Verfahren arbeitete. Ende des Jahres 1941 wurde nach dem Schleuderguss-Verfahren ca. ein 8,8-cm-Flakrohr pro Stunde hergestellt. Um 1940 wurde auch der fünfte Hochofen fertiggestellt und angeblasen. Zur Kriegsvorbereitung wurde im Werk in Langendreer eine reine Bomben- und Granatenfertigung aufgebaut. Das Werk Langendreer des Bochumer Vereins war die Fabrik der ehemaligen Westfälische(n) Drahtwerke Langendreer AG, das zu den Vereinigten Stahlwerken gehörte, aber 1931 stillgelegt und 1939 vom BVG übernommen, umgebaut und wieder in Betrieb gesetzt wurde.
Obwohl die Sozialleistungen des Bochumer Vereins für einen Montankonzern eher unterdurchschnittlich waren, gelang es, durch fortgesetzte ausführliche Berichterstattung über einzelne Maßnahmen den Eindruck zu etablieren, dass der BVG in dieser Hinsicht besonders gut aufgestellt war. Die finanziellen Leistungen aus der Krankenversicherung und Ausgaben für Sozialeinrichtungen wie für den Betriebskindergarten wurden jedoch eher gering gehalten, die publikumswirksame optische Gestaltung der Gebäude und Arbeitsplätze wurde dagegen nach den Vorgaben des Amtes für Schönheit der Arbeit mit verhältnismäßig geringem Mehraufwand betrieben – und mit Berichterstattung sowie mit einem eigenen Buch Soziale Arbeit beworben. Auch das 1938 in Werdohl eingerichtete Erholungsheim entstand unter dem Gesichtspunkt der Volksgesundheit. Um den Einfluss der NSDAP über die Deutsche Arbeitsfront, in die 1935 auch die wirtschaftsnahe DINTA einbezogen wurde, etwas zurückzudrängen, gründete der BVG ein eigenes Berufserziehungswerk, was die Gratwanderung zwischen Beifall zu den nationalsozialistischen Ideen einerseits und dem wirtschaftlichen Unabhängigkeitsstreben anderseits zeigt. Im Geiste des Nationalsozialismus wurde 1935 von „Führer und Gefolgschaft des Bochumer Vereins gemeinsam die Errichtung eines Ehrenmals für die im Weltkrieg gefallenen 745 Werkskameraden [beschlossen]“. Es wurde vom Bildhauer Willy Meller und dem Architekten Emil Rudolf Mewes entworfen, befand sich vor dem Kosthaus an der Baarestraße und enthielt ein 13,5 m hohes und 27 t schweres, vom Bochumer Verein gegossenes Schwert mit der Inschrift „Der Gott, der Eisen wachsen ließ, der wollte keine Knechte“. Hermann Göring weihte das Ehrenmal am 9. Mai 1935 ein. Nach dem Krieg wurde es abgerissen und wieder eingeschmolzen.

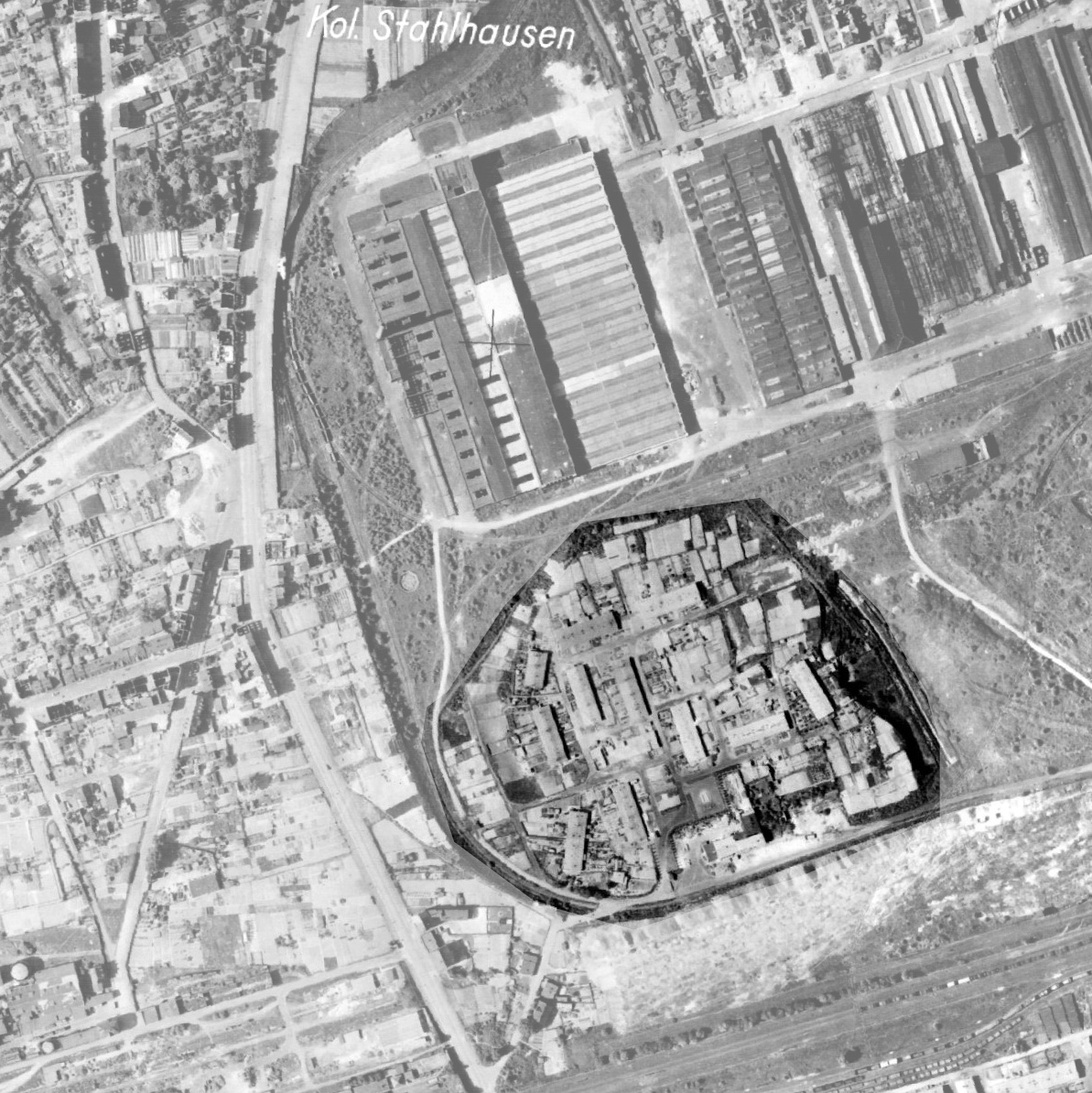
Luftbild des Lagers Brüllstraße, 1952 (optisch hervorgehoben), nach dem Krieg Notunterkunft

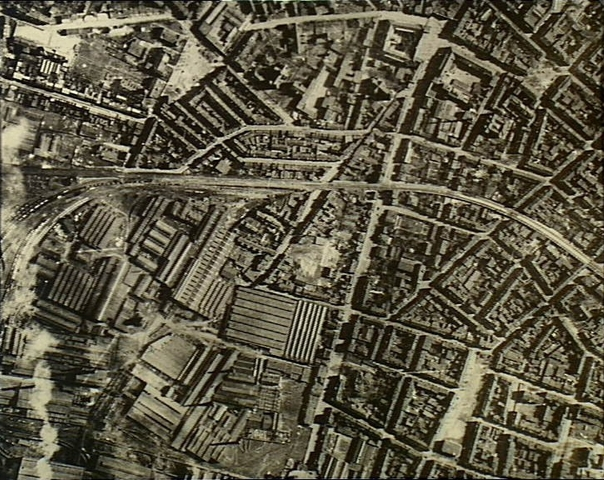
Bochum und die Gußstahlfabrik Bochumer Verein, 1944

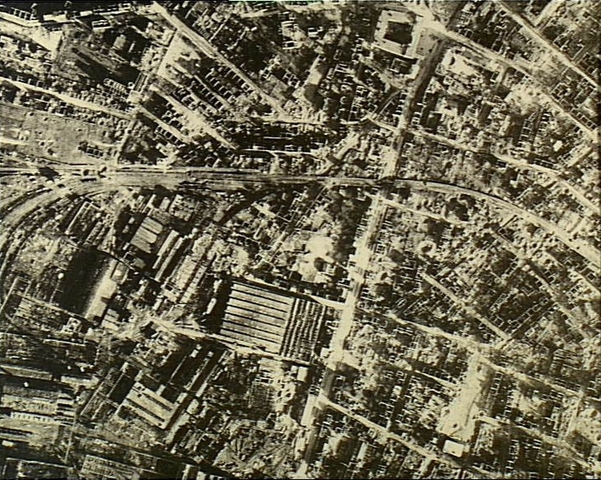
Bochum und der Bochumer Verein nach den Angriffen der RAF, November 1944

Bereits seit dem Beginn des Zweiten Weltkrieges wurden Zwangsarbeiter in Bochumer Betrieben eingesetzt, die unter schwersten Bedingungen im Bergbau und im produzierenden Gewerbe arbeiteten. Am stärksten profitierte davon der Bochumer Verein mit mehr als 7.500 Arbeitskräften. Insgesamt wurden auf dem Bochumer Stadtgebiet mehr als hundert Lager für die Zwangsarbeiter errichtet.
Für den Bochumer Verein gab es zwölf oder mehr Lager für zivile Arbeitskräfte und Kriegsgefangene. Darunter Lager für französische Kriegsgefangene „Goldbach“, das Lager „Saure Wiese“, wo heute ein Gedenktort eingerichtet ist oder das Lager für russische Arbeiter an der Hüttenstraße. Die Behandlung der Zwangsarbeiter war, aus der ideologischen Denkweise des Nationalismus herrührend, sehr unterschiedlich. Westliche Kriegsgefangene bekamen Geld und durften sich in gewissen Rahmen frei bewegen. Sowjetische Fremdarbeiter wurden dagegen schlecht behandelt. So erwähnte ein Bericht des Reichsministeriums für die besetzten Ostgebiete über die Zustände im Ruhrbergbau 1942:
„2. Bochumer Verein in Bochum: Arbeiter furchtbar heruntergekommen, Stimmung katastrophal, Lager vernachlässigt und dreckig, Essen unzureichende, Prügel. Familien auseinandergerissen. Fluchtversuche sogar von Frauen. Essen als Prämie – Erst Leistung, dann Betreuung. Keinerlei Verständnis bei Leitung.“ 
Noch schlimmer waren später die Verhältnisse im Lager an der Brüllstraße (im Bereich der heutigen Straße am Umweltpark), ein Außenkommando Bochum des Konzentrationslagers Buchenwald, das von Ende Juni 1944 bis zur Evakuierung des Lagers im März 1945 bestand. Im Dezember 1944 waren dort über 1.600 registrierte, vorwiegend jüdische KZ-Häftlinge für Bau- und Erdarbeiten sowie in der Geschossproduktion tätig. Mindestens 108 Häftlinge überlebten die inhumanen Lebensbedingungen im Lager nicht. Das Lager wurde im März 1945 aufgelöst und die verbliebenen 1326 Insassen wurden per Bahntransport nach Buchenwald zurückgebracht. Lagerleiter war über den gesamten Zeitraum dieses Buchenwalder Außenlagers Hermann Grossmann, der im Buchenwald-Hauptprozess zum Tode verurteilt und 1948 hingerichtet wurde.
Nach dem Tod von Walter Borbet im Januar 1942 wurde Walter Alberts, der zuvor die Henrichshütte in Hattingen geleitet hatte, von der VSt-Konzernleitung zum Vorstandsvorsitzenden bestimmt. Alberts konnte allerdings nicht an den autokratisch-patriarchischen Führungsstil seines Vorgängers anknüpfen, weswegen der Einfluss der VSt-Konzernleitung auf den Bochumer Verein wieder zunahm.
Am 4. November 1944 richtete sich das alliierte Bombardement besonders auf den Bochumer Verein, der mit mehr als 10.000 Spreng- und über 130.000 Brandbomben belegt wurde. Das Werksgelände und die umliegenden Wohn- und Geschäftsviertel wurden schwer zerstört, und die Stadt brannte lichterloh.
Albert Vögler, der den Dachkonzern Vereinigte Stahlwerke AG bisher geleitet hatte, brachte sich am 14. April 1945 nach dem Einmarsch US-amerikanischer Truppen in das Ruhrgebiet um.

### Nachkriegszeit

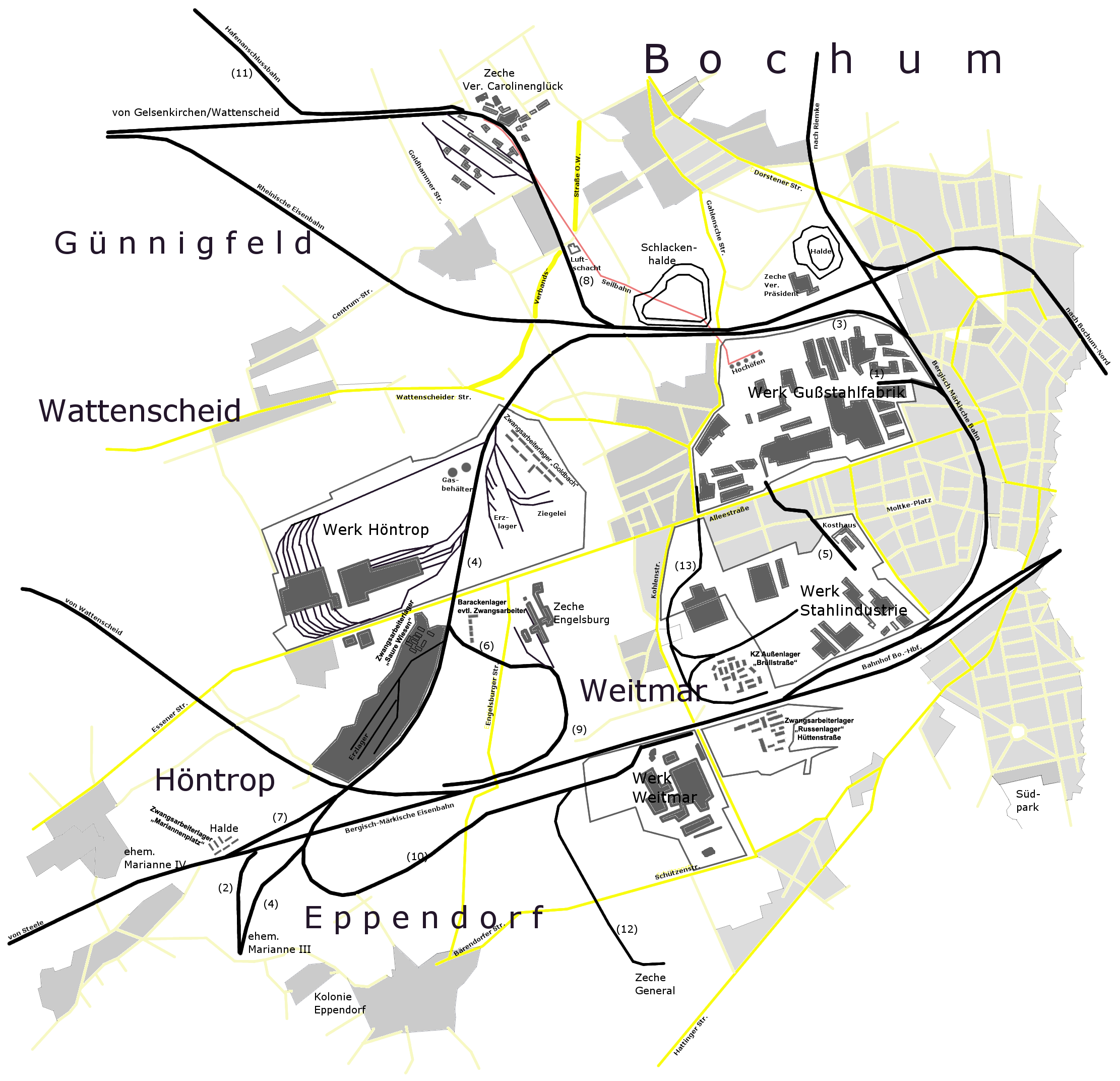
Lageplan und Gleisanlagen des Bochumer Vereins um 1945

Insgesamt waren die Kriegsschäden an den Maschinen des Werkes nicht so schwer; durch den Ausfall der Elektrizitäts-, Gas- und Wasserversorgung der gesamten Stadt war allerdings die Produktion auf rund zehn Prozent eingebrochen. Auch die Hochöfen erkalteten. Dem Bochumer Verein wurde zwar am 8. Oktober eine eingeschränkte Produktionserlaubnis erteilt, im Jahr 1947 aber der Befehl zur Demontage wichtiger Produktionsanlagen gegeben, der durch passiven Widerstand teilweise blockiert wurde – bis zum Ende der Demontage wurden ein Hochofen, zwei SM-Stahlwerke mit insgesamt zehn Öfen, zwei der vier Elektrostahl-Öfen, drei von zehn Walzstraßen, die Federnwerkstatt und alle größeren Schmiedeanlagen demontiert. Einer der beiden charakteristischen Gasometer des Höntroper Werkes (im Volksmund „Castor und Pollux“) wurde im Juni 1948 abgerissen, da er aufgrund seiner Kriegsschäden nicht mehr reparabel war. 1949 wurde Walter Rohland damit beauftragt, nach Möglichkeiten zur Verbesserung der wirtschaftlichen Lage des BVG zu suchen und entsprechende Anlagenneubauten zu planen.
Um die ehemalige Kanonenhalle (Mechanische Werkstatt II) vor der Demontage zu retten, engagierte sich der durch Demontage bereits gebeutelte Bochumer Verein nicht ganz uneigennützig für den 73. Katholikentag 1949 in Bochum. Auch die Einrichtung des zentralen Festplatzes im Bereich des heutigen Sportplatzes und der Kleingartenanlage zwischen Gahlenstraße, Amtsstraße und der Zeche Präsident – mit den Hochöfen als Kulisse – wurde vom Bochumer Verein unterstützt. In der Tat verzichtete die britische Seite wegen der kirchlichen Nutzung zunächst auf die Demontage des für Jugoslawien bestimmten und nach Demontage der Maschinenausstattung als Festhalle (beispielsweise auch für Boxmeisterschaften, Konzerte etc.) genutzten Gebäudes, stattdessen wurde über die Ersatzlieferung einer neu hergestellten Hallenkonstruktion verhandelt, die aufgrund des Nutzungsverbotes für den Bochumer Verein allerdings vom Land NRW hätte bezahlt werden müssen. Letztendlich einigte man sich über die Finanzierung der 2,7 Millionen DM teuren Neukonstruktion, die im Zeitraum Februar bis Juni 1950 nach Jugoslawien geliefert wurde, da der Bochumer Verein die Finanzierung aufgrund der mittlerweile gestatteten industriellen Nutzung als Weichenbauhalle mittragen konnte. Die Halle beherbergte bis 2014 die Thyssen Krupp Weichenbau GmbH.

### Neubeginn

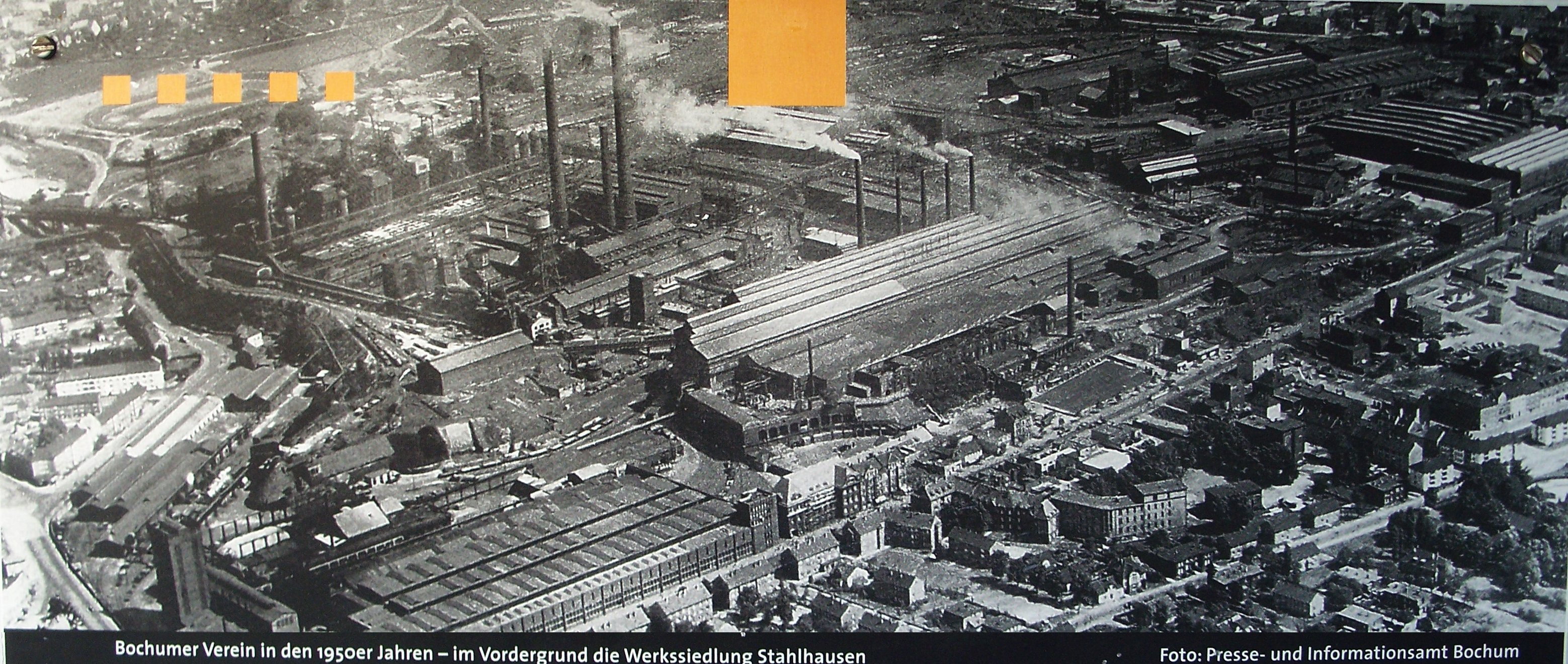
Gußstahlwerk in den 1950er Jahren

Am 17. Dezember 1951 wurde der Bochumer Verein als Gußstahlwerk Bochumer Verein AG neu gegründet, die Zechen Carolinenglück und Graf Moltke verblieben zu fünfzig Prozent beim Bochumer Verein, die andere Hälfte erhielt die GBAG. Die Neugründung markiert auch in etwa das Ende der Demontagen zur Reparationsleistung und der durch die beschränkte Produktionserlaubnis beschränkten Investitionsfähigkeit. Damit hatte der Bochumer Verein am Aufschwung durch den Wiederaufbau nach 1947 (vor allem durch die Währungsreform) nur sehr wenig partizipieren können. Auch der durch den Korea-Krieg angefachte Nachfrageschub der Vereinigten Staaten „Korea-Boom“ konnte kaum genutzt werden. Den Neuordnungsplänen der Alliierten entsprechend wurde der Kaltwalzwerksbetrieb „WURAG“ in Hohenlimburg am 1. November 1951 mit 788 Beschäftigten zu einer eigenständigen Tochter des Bochumer Vereins. Ebenso wurde der Schmiedebetrieb „Gewerkschaft Christine“ in Essen-Kupferdreh aus der ehemaligen VSt. eingegliedert. Im Jahr 1952 wurde die vor dem Krieg übernommene Hanomag aufgrund des AHK-Gesetzes Nr. 27 zur Entflechtung der Montanindustrie wieder abgespalten und ging 1958 an den Rheinstahl-Konzern, die Hochfrequenz-Tiegelstahl GmbH wurde der Deutsche Edelstahlwerke AG angegliedert – womit die Konzernumbildung nach dem Krieg abgeschlossen war.
Einer der ersten Neubauten des neu gegründeten BVG war ein Mehrzweckwalzwerk im Werk Höntrop, wo aufgrund des zur Verfügung stehenden Platzes langfristig alle Walzwerke konzentriert werden sollten. Die Hallen des demontierten Röhrenwalzwerkes konnten für das 1953/1954 errichtete neue Blockwalzwerk weiter genutzt werden, das mit einer nachgeschalteten Halbzeug- und Stabstraße versehen wurde, die die im Krieg zerstörten, aber für die nachgeschalteten Betriebe wichtigen Halbzeugkapazitäten wiederherstellte. Im Zeitraum 1951 bis 1954 wurden außerdem die Rohstahl-Erzeugungskapazitäten durch den Wiederaufbau eines Siemens-Martin-Stahlwerkes mit fünf Öfen und zwei Elektro-Öfen wieder annähernd auf das Vorkriegsniveau gebracht, sodass die Rohstahlmenge von ca. 57.000 t/m (1951) auf ca. 100.000 t/m (1956) anstieg.

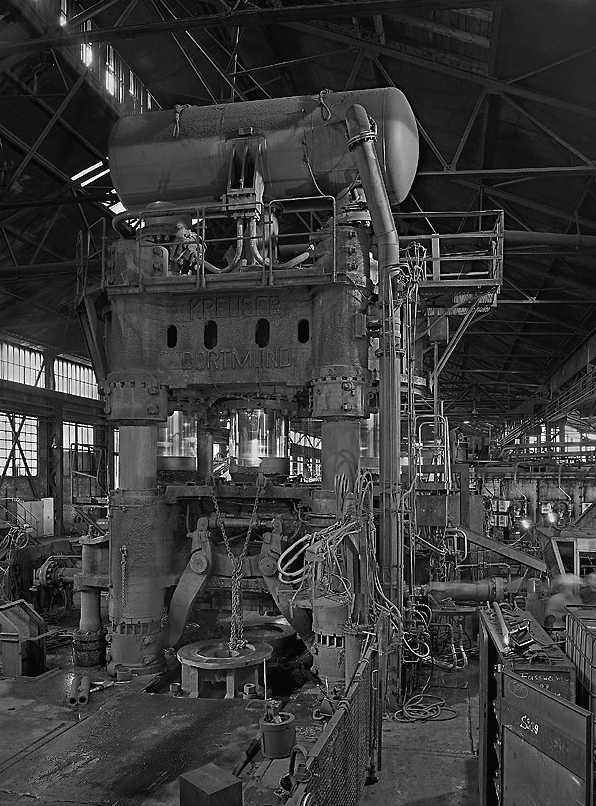
6000-t-Schnellschmiedepresse des Bochumer Vereins

In den 1950er Jahren verließen unzählige Glocke das Werk in Bochum; da viele (Bronze-) Glocken während des Krieges beschlagnahmt und eingeschmolzen worden waren, bestand ein erheblicher Bedarf. Ein Großgeläute des Unternehmens, bestehend aus sechs Glocken, hängt in der Reinoldikirche in Dortmund. Die schwerste Glocke dort wiegt 6.500 Kilogramm und wird regelmäßig geläutet. Anlässlich der Rückgabe der Insel Helgoland an Deutschland im Jahr 1952 stiftete der Bochumer Verein eine Stahlglocke für die St.-Nicolai-Kirche. Im Jahr 1951 wurde das weltweit erste Glockenspiel mit Stahlguss-Glocken vorgestellt, das seitdem ständig im Bochumer Rathaus in Betrieb ist. Das Glockenspiel besteht aus 28 Gussstahlglocken mit einem Gesamtgewicht von 2300 Kilogramm. Die einzelnen Glocken wiegen zwischen 4 und 375 Kilogramm. Ein weiteres Bochumer Glockenspiel erhielt die damalige Bergakademie Clausthal geschenkt, es wurde 2000–2001 überholt und kann 400 Lieder auf Wunsch wiedergeben. Bochumer Glocken wurden auch an exponierten Stellen verwendet, das bekannteste Beispiel dürften die vier Friedensglocken für die Weltfriedenskirche in Hiroshima sein. Für das Olympiastadion in Berlin wurde auch als Ersatz für die beschädigte Glocke der Olympischen Spiele von 1936 ein Ersatz gegossen. Die Paulskirche in Frankfurt a. M. erhielt zum 100sten Jahrestag der Paulskirchenverfassung von 1849 ebenfalls eine Glocke, diese ist aber wegen des schlechten Klanges inzwischen ausgetauscht. Eine der ehemaligen Glocken der Marienkirche in Bochum ist nun Pausenglocke des Anneliese Brost Musikforum Ruhr. Als Höhepunkt der Fertigkeiten des BVG gilt das aus 42 Glocken bestehende Glockenspiel, das bis zur Demontage im Mai 2007 vor der BVG/Krupp-Hauptverwaltung an der Alleestraße in Bochum stand und im März 2011 – allerdings unvollständig – an der Zufahrt zur Bochumer Jahrhunderthalle wieder aufgestellt wurde.
Im September 1953 wurde das neue Wohnheim für Ledige an der Essener Straße, das für 280 Arbeiter Platz bot, fertiggestellt – der Neubau war notwendig geworden, weil das alte 1872 erbaute Kosthaus im Stadtteil Stahlhausen im Krieg zerstört wurde. Außer den Wohnanlagen in Stahlhausen und Höntrop wurde nach dem Krieg im Stadtteil Weitmar (umschlossen von Schützenstraße, Brantropstraße, Weitmarer Straße und Kohlenstraße) ein weiteres Wohngebiet mit Werkswohnungen errichtet. Im Sinne der Gesundheitsfürsorge entstand an der Bessemerstraße 1954 ein Gesundheitshaus, das die Werksärzte und die eigene Krankenversicherung beherbergte.
Der technische Direktor Arthur Tix, der bereits seit 1922 beim Bochumer Verein angestellt war und im Krieg unter Albert Speer zum Wehrwirtschaftsführer aufgestiegen war, forcierte nach dem Krieg die Entwicklung neuer Gussverfahren: Auf der Düsseldorfer Gießereimesse im August 1956 konnte der Bochumer Verein durch das seit 1950 selbstentwickelte Vakuumgussverfahren die Fachwelt mit einem lunkerfreien 257-Tonnen-Gussstück beeindrucken. Arthur Tix blieb bis zu seiner Pensionierung als Hüttendirektor im Aufsichtsrat des Bochumer Vereins und prägte den Bochumer Verein durch die Erkenntnis, dass man weniger durch die Masse des produzierten Stahls wirtschaftlich überleben konnte, sondern eher durch Qualitäts- und Sonderstähle, die die größeren Konkurrenten nicht anboten. Auf der Hauptversammlung 1956 wurde der alte Name Bochumer Verein für Gußstahlfabrikation AG schließlich wieder angenommen.

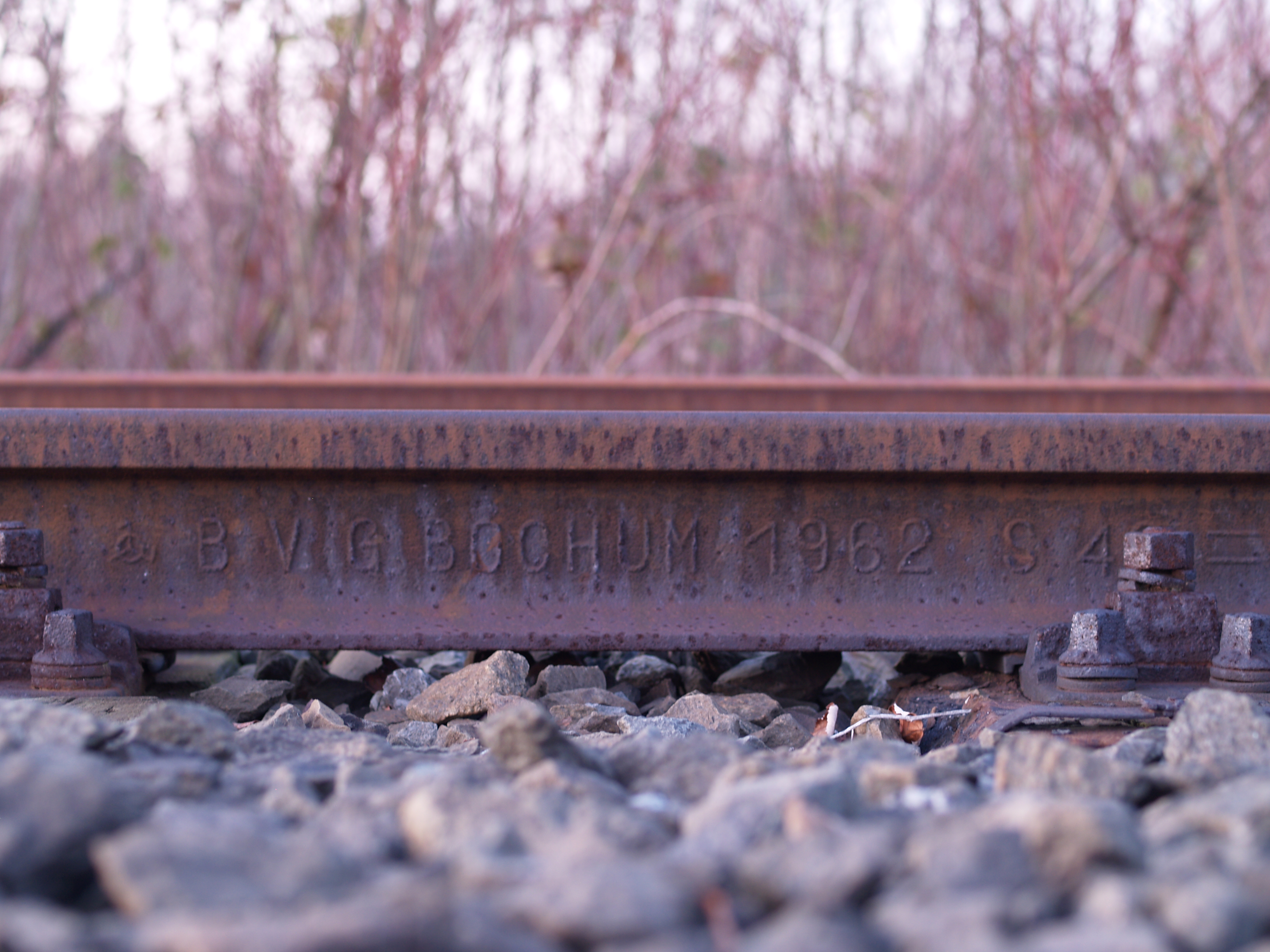
Eisenbahnschiene, 1962 gewalzt

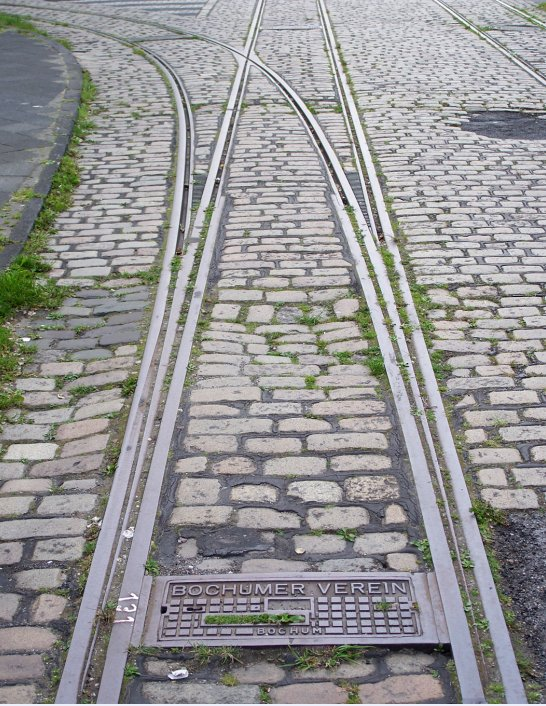
Straßenbahnweiche des Bochumer Vereins

1955/1956 wurde dann mit dem Erwerb der Zeche Constantin von Krupp die eigene Rohstoffbasis wieder aufgestockt. Durch die Beteiligung an der Düsseldorfer Gewerkschaft Exploration, einem Konsortium zusammen mit der August-Thyssen-Hütte, der Dortmund-Hörder Hüttenunion, Phönix-Rheinrohr und der Rheinische Stahlwerke AG, die Mitte des Jahres 1958 die Konzession für den Erzabbau am Bong Range in Liberia erwarb, sicherte sich der Bochumer Verein außerdem wieder den Zugang zu Eisenerz. Das dazu gegründete Unternehmen Deutsch-Liberianische Mining Company (DELIMCO) und die von ihr beauftragte Bong Mining Company verschiffte im Laufe des Jahres 1965 das erste Erzkonzentrat aus dem Tagebau im Bereich des Erzberges Zawea, das über eine eigens gebaute 80 km lange Bahnlinie an den ebenfalls eigens gebauten Verladepier in Monrovia angebunden ist. Die Bong-Mine stellte ihren Betrieb im September 1990 ein, als der blutige Bürgerkrieg die um die Mine entstandene Stadt erreichte.
Am 2. November 1957 nahm der Bochumer Verein nach dem Gussstahl-Werk Witten als zweites deutsches Werk die Stahlerzeugung nach dem 1952 erstmals erfolgreich angewandten Linz-Donawitz-Verfahren auf („Oxygenstahlwerk Höntrop“), das nach und nach das bisher genutzte Siemens-Martin-Verfahren ablöste, da die Anlagentechnik wesentlich einfacher und damit weniger kapitalintensiv ist: Anstatt des für das Thomas- bzw. Bessemer-Verfahren notwendigen Durchblasens von Luft durch den Konverterboden reicht es beim LD-Verfahren (auch „Sauerstoffaufblasverfahren“), reinen Sauerstoff auf die Oberfläche der flüssigen Schmelze zu blasen. Arthur Tix hatte bereits 1954 eine Delegation nach Österreich geschickt, da er aufgrund der starken Nachfrage Mitte der 1950er Jahre und entsprechend hohen Schrottkosten auf der Suche nach Alternativen zum Siemens-Martin-Verfahren war, die Eingliederung in den Krupp-Konzern sowie Schwierigkeiten bei der Bergschadenssicherung der Fundamente führten zu einer Verzögerung der Inbetriebnahme und einer Verkleinerung der realisierten Anlage: Die zwei LD-Konverter wurden nur von einem statt der geplanten zwei Elektro-Öfen ergänzt. Die Rohstahlkapazität des BVG wuchs damit von 100.000 t/m auf rund 130.000 t/m.
Die Deutsche Edelstahlwerke AG wurde Ende der 1950er Jahre (mit dem Werk Bochum, der ehemaligen Hochfrequenz-Tiegelstahl GmbH) von Thyssen übernommen. Nach der Stilllegung des Stahlwerkes wurde aus diesem Werksbereich in den 1970er Jahren das Feingusswerk von Thyssen (TFB Feinguss Bochum), das später mit Zwischenstation bei Triplex Loyd International von der Firma Doncasters übernommen wurde, die hier noch u. a. Turbinenschaufeln herstellt. Ein anderer Werksteil wurde 1974 von der Bochumer Eisenhütte Heintzmann & Co übernommen.
Mitte des Jahres 1962 gab der durch die zurückliegende Stahlkrise auch „kranker Mann von der Ruhr“ genannte Bochumer Verein bekannt, dass er sich vom Schwerpunkt der Halbzeuge (Profile, Schienen etc.) entfernen wollte und stattdessen auf Flachstahl, Qualitäts- und Edelstähle setzte. Zu diesem Zwecke wurde ein Investitionsprogramm von knapp 500 Millionen DM aufgelegt, was sich vor allem im Ausbau des Höntroper Werkes niederschlug.

### Übernahme durch Krupp

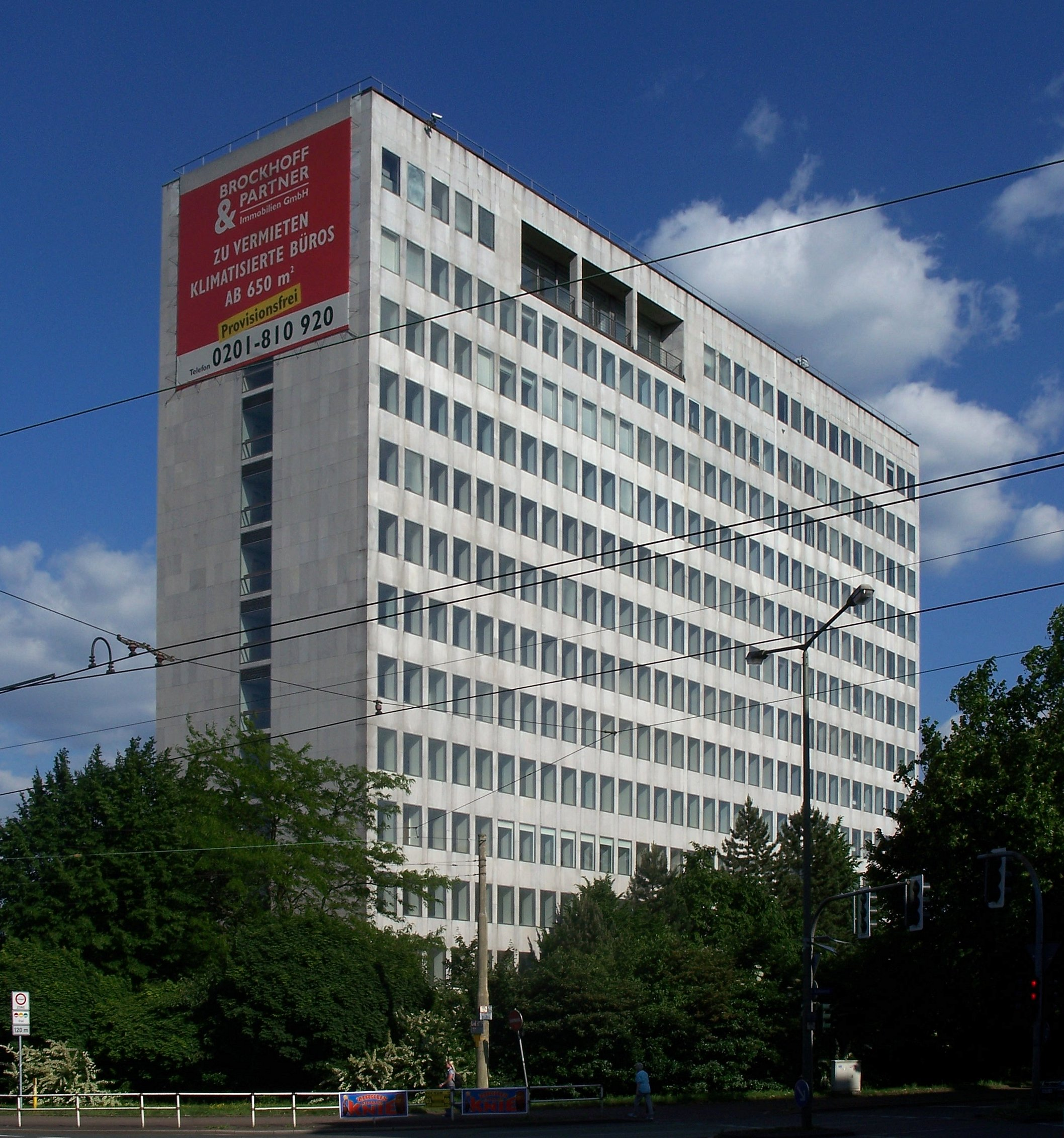
Das 1964 fertiggestellte Verwaltungsgebäude des Bochumer Vereins

Im Laufe des Jahres 1958 bekam der Krupp-Konzern über den mit Alfried Krupp von Bohlen und Halbach befreundeten schwedischen Millionär Axel Leonard Wenner-Gren das Vorkaufsrecht über insgesamt 76 Prozent der Aktien des Bochumer Vereins, der in der Stahlkrise stark unter schlechter Auslastung litt und finanziell angeschlagen war. Wenner-Gren hatte bereits 1954 im Zuge der Nachkriegs-Entflechtung der Montanindustrie, die schon zur Abspaltung der Hanomag vom Bochumer Verein geführt hatte, rund 42 Prozent der Anteile am Bochumer Verein vom Rheinstahl-Konzern übernommen und war schon mit Gustav Krupp von Bohlen und Halbach befreundet. Am 27. Dezember 1963 wurde eine Gewinn- und Verlustabführungsvereinbarung mit Wirkung vom 1. Januar 1963 und einer Laufzeit von zunächst 5 Jahren mit der Hütten- und Bergwerke Rheinhausen AG abgeschlossen und der Bochumer Verein damit ein Bestandteil des Krupp-Konzerns. Nach Beschluss der Hauptversammlungen vom 15. November (Krupp) bzw. 10. Dezember 1965 (Bochumer Verein) wurde die komplette Übernahme des Bochumer Vereins durch Krupp schließlich abgeschlossen und der Name Bochumer Verein aufgegeben. Ende 1965 arbeiteten inklusive der Tochterunternehmen 20.319 Menschen für den Bochumer Verein – 17.787 davon in Bochum, 1.438 in Hohenlimburg (bei der ehemaligen „WURAG“ Eisen- und Stahlwerke AG, seit 1951 beim BVG) und rund 1.100 in Düsseldorf-Benrath (Capito & Klein). Der fusionierte Konzern aus der Hütten- und Bergwerke Rheinhausen AG und dem BVG hieß nun Fried. Krupp Hüttenwerke AG und hatte seinen Sitz in Bochum. 1970 wurde die Produktion von Glocken eingestellt, weil die Nachfrage nach Glocken aus Stahl nach dem Wiederaufbau in der Nachkriegszeit massiv eingebrochen war. Im Zuge der Übernahme wurden Rationalisierungs- und Konzentrationsmaßnahmen durchgeführt, in deren Zuge es 1968 zum Ausblasen der Hochöfen am Standort Bochum kam, von denen der fünfte und letzte erst Ende des Jahres 1956 nach dem Wiederaufbau angeblasen worden war. Auch die Siemens-Martin-Stahlwerke in Weitmar (1968) sowie in Höntrop (1982) und ein Großteil der Walzstraßen der Stahlindustrie (seit dem Ende des 20. Jahrhunderts Gewerbepark Präsident, Eco City Center und Umweltpark) wurden abschnittsweise stillgelegt.

## Gegenwart

### Werk „Gußstahlfabrik“ an der Alleestraße

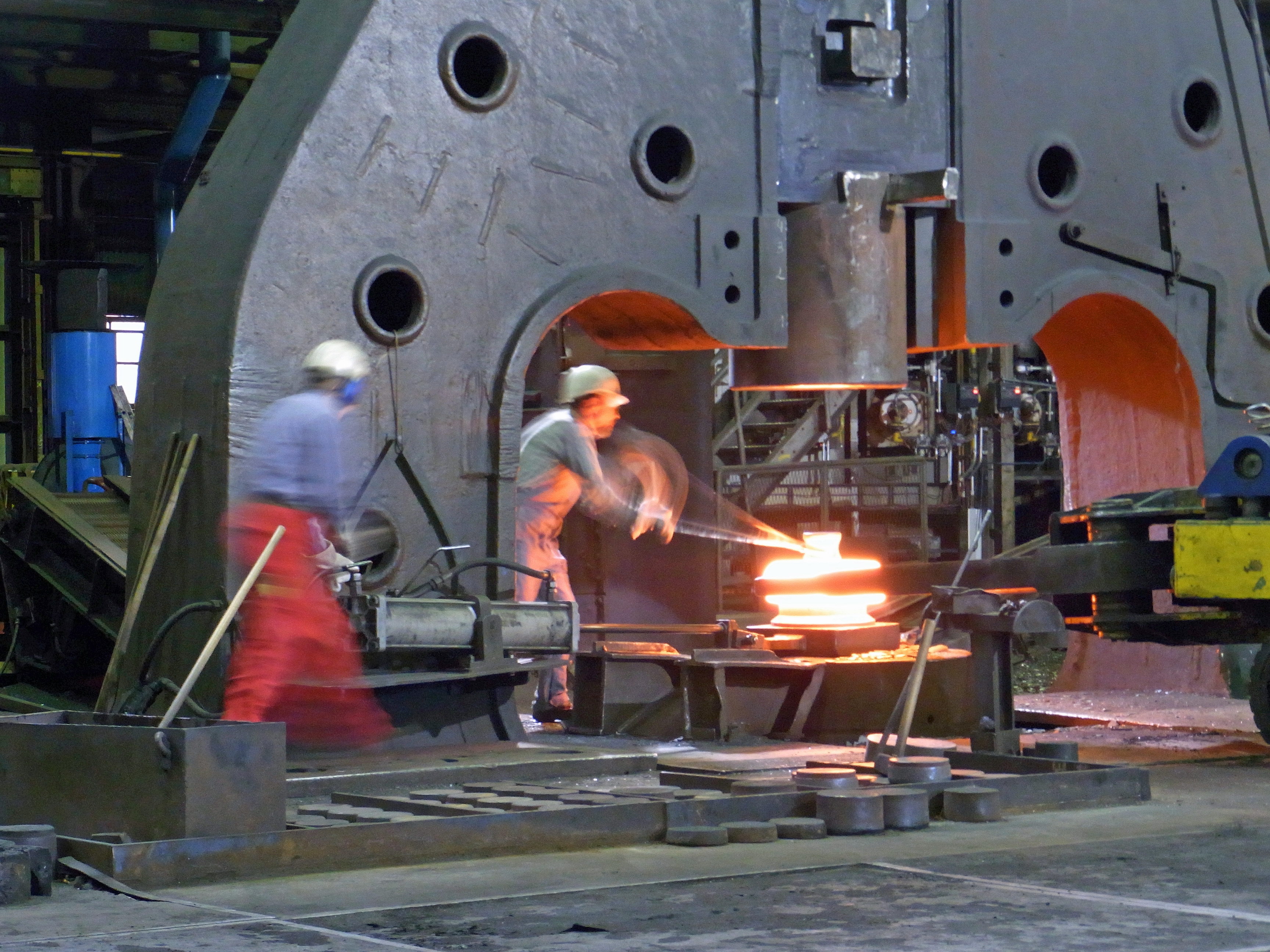
Schmieden eines Radreifen–Rohlings

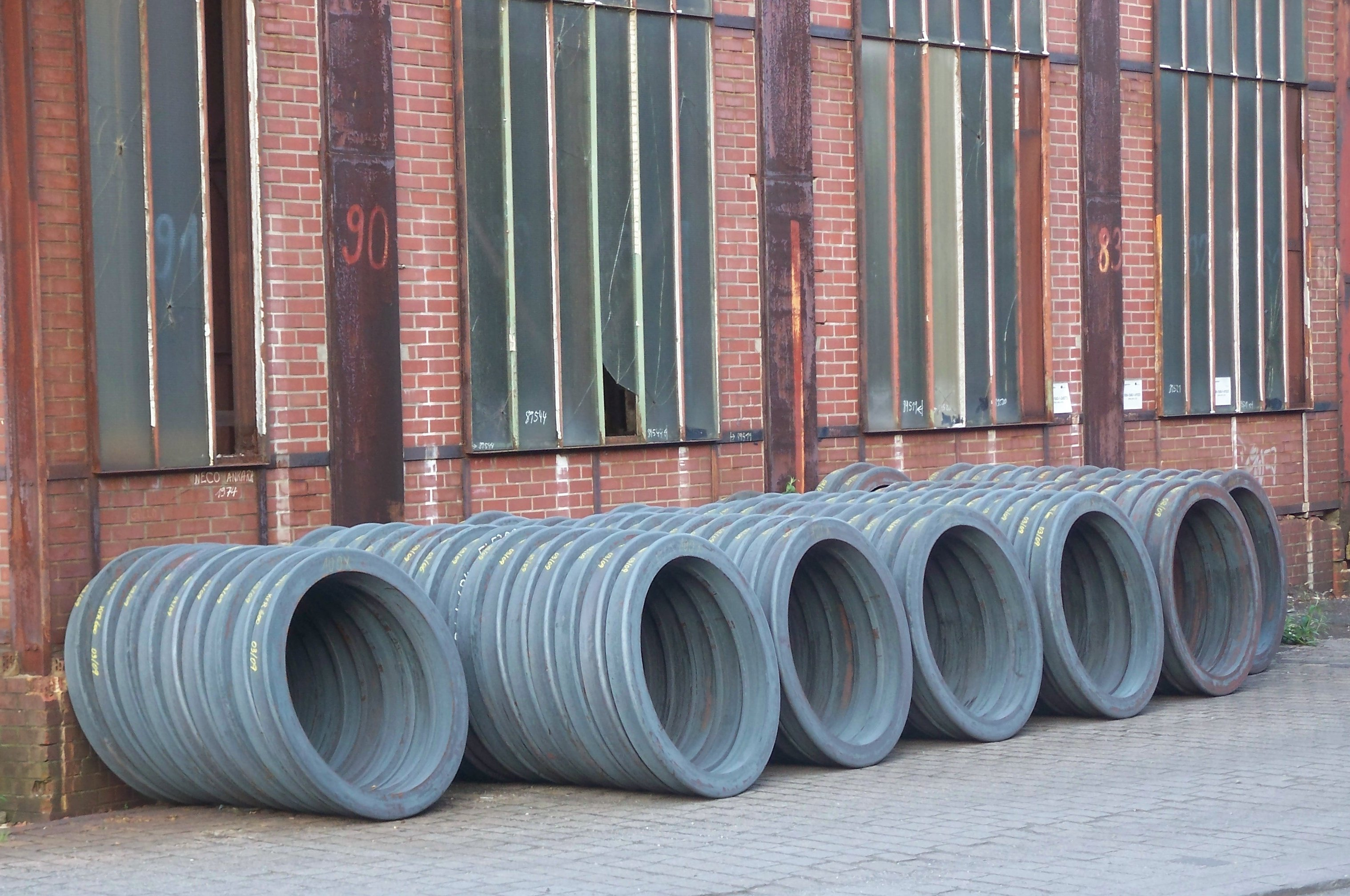
Radreifen-Rohlinge auf dem Werksgelände

Außer dem Areal der Bochumer Verein Verkehrstechnik GmbH im östlichen Teil des Geländes wird nur noch der 1936 errichtete Hallenkomplex der ehemaligen „Mechanischen Werkstatt I“ direkt an der Alleestraße, der als „Mewes-Halle“ unter Denkmalschutz steht, als Ersatzteillager industriell genutzt. Das Torhaus 5 ist renoviert und in ein gemischtes Bürogebäude umgewandelt worden, bis auf den Jahrhunderthallen-Komplex und das Colosseum wurden alle übrigen Bauwerke abgerissen – so auch 1990 der 1937 errichtete markante Turm an der Wattenscheider Straße, der die Vergütungsanlage für Großgeschütze (in Form von Schachtöfen für Werkstücke mit 9 m Länge und maximal 5 m Durchmesser) beherbergte.
Seit März 2009 ist ein weiterer Wettbewerb ausgelobt, zu dessen Realisierung im September 2009 begonnen wurde, die an die Mechanische Werkstatt I angrenzende Waschkaue aus dem alten Bestand des Bochumer Vereins zu Gunsten eines neuen Parkhauses abzureißen.

#### Schmiedebetriebe

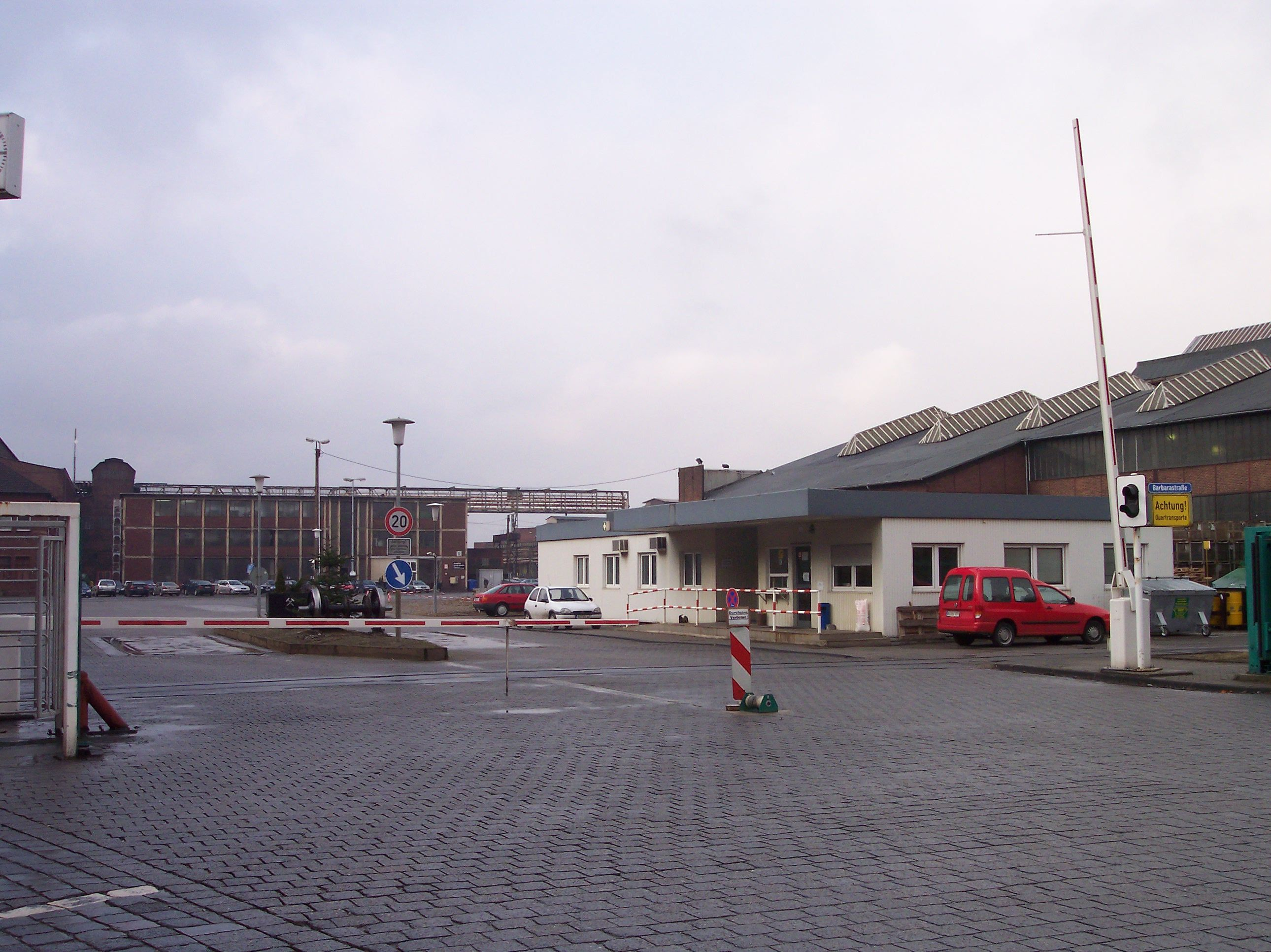
Werkseinfahrt in der Gussstahlstraße

Die Konzernmutter Krupp trennte sich zwanzig Jahre nach der Fusion von dem Schmiedewerk am Ursprungsstandort Alleestraße, das dann, nach einer Reihe von Eigentümer- und Namenswechseln (seit 1977 Fried. Krupp Stahlschmiede und Bearbeitung, FKS), Krupp Schmiedegesellschaft mbH, 1983/1984: Schmiedewerke Krupp-Klöckner GmbH (SKK), 1988: Vereinigte Schmiedewerke GmbH (VSG) nach Fusion mit den Schmiedebetrieben von Thyssen in Hattingen, 1993: VSG Verkehrstechnik GmbH im Jahr 1998 den alten Namen mit der neuen Firmenbezeichnung Bochumer Verein Verkehrstechnik GmbH wieder aufnahm.
Ein Defekt an einem durch die VSG konstruierten, gummigefederten Radreifen führte am 3. Juni 1998 zum ICE-Unfall von Eschede. In der Folge kam es zu einem mehrjährigen Prozess, in dem unter anderem auch ein Ingenieur des Unternehmens der fahrlässigen Tötung angeklagt war. Das Verfahren wurde im April 2003 gegen Zahlung von 10.000 Euro eingestellt.
Der BVV mit etwa 580 Mitarbeitern beliefert wieder die Eisenbahngesellschaften und produzierte beispielsweise die Radreifen für den ICE 1. Außerdem werden gummigefederte Radsätze für Straßenbahnen hergestellt, deren Entwicklung und technische Umsetzung der Bochumer Verein wegweisend betrieben hat.
Das Unternehmen gehört seit dem 20. März 2017 der Full Hill Enterprises Ltd., einer chinesischen Gesellschaft. Die Full Hill Enterprises Ltd. erwarb den BVV für mehr als 100 Millionen Euro von der Osnabrücker Georgsmarienhütte. Nachdem der Umsatz des Unternehmens von 220 Millionen Euro im Jahr 2015 auf unter 200 Millionen Euro 2017 gesunken war, sollte die Position als eines der weltweit führenden Unternehmen in der Branche gehalten werden. Insbesondere der Zugang zum chinesischen Markt soll hierdurch vereinfacht werden.

#### Radsatzausstellung

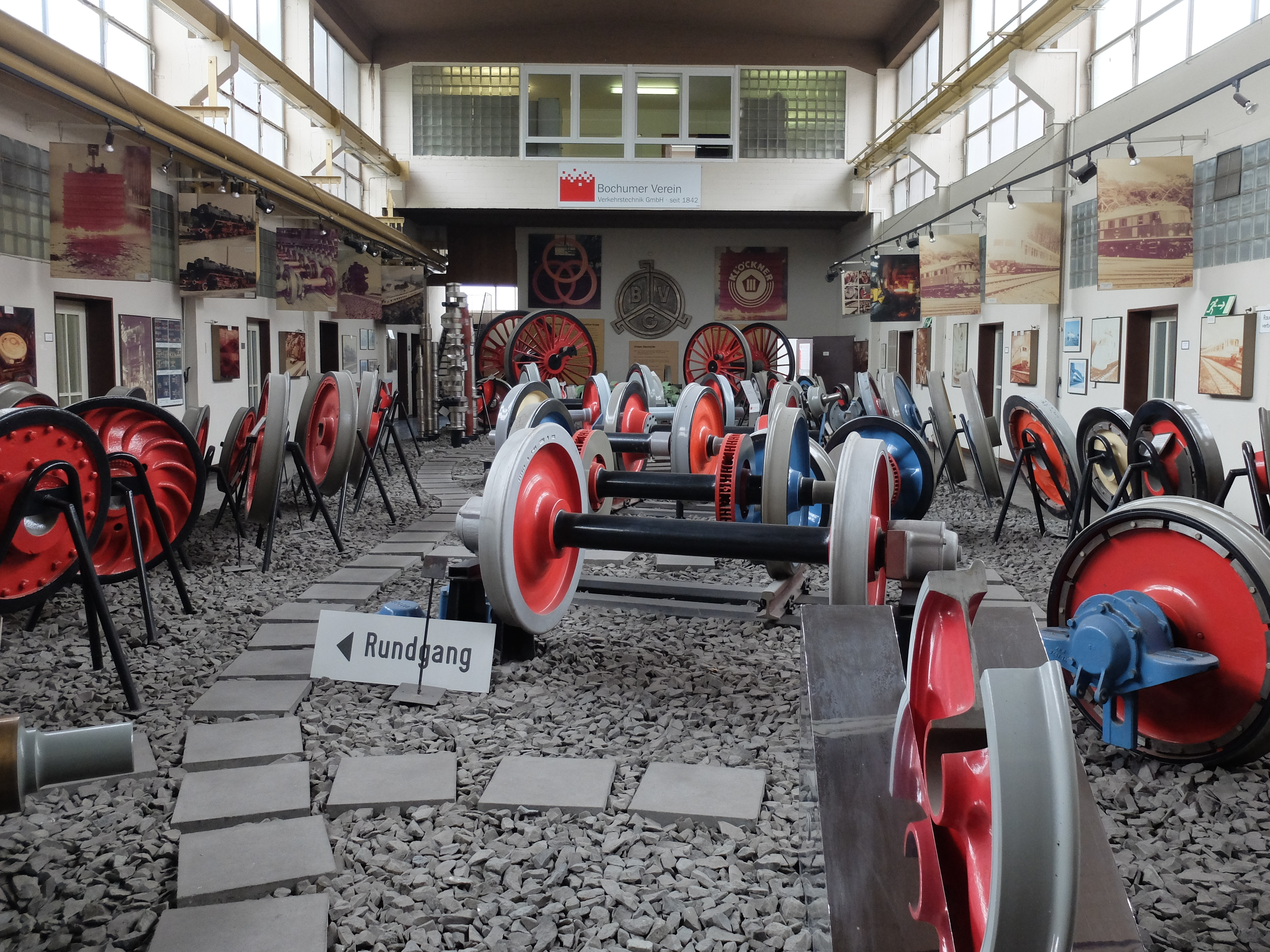
Rad- und Radsatzausstellung

Die Bochumer Verein Verkehrstechnik GmbH unterhält in zwei Räumen ihres Werkes an der Alleestraße eine Räder- und Radsatzausstellung, die am 12. November 1985 im Rahmen des 150. Jubiläums der deutschen Eisenbahnen feierlich eröffnet wurde. Die Ausstellung zeigt fast 100 Exponate von historischen Gusseisen-Rädern mit geschmiedeten Radreifen über Speichenräder aus Stahlformguss und Monoblock-Rädern bis hin zu modernen Leichtradscheiben mit Schallabsorbern. Über Einzelräder hinaus sind auch komplette Radsätze und Bestandteile von Weichen ausgestellt.

#### Stadtbahnstation „Bochumer Verein / Jahrhunderthalle“
Der Bochumer Verein ist einer der Namensgeber der Stadtbahnstation „Bochumer Verein / Jahrhunderthalle“. An einer der Treppen von der Verknüpfungsebene zum Bahnsteig wurde ein großformatiges Bild platziert, das die alte Glockengießerhalle zeigt.

### Thyssenkrupp Steel Europe, Werk Höntrop

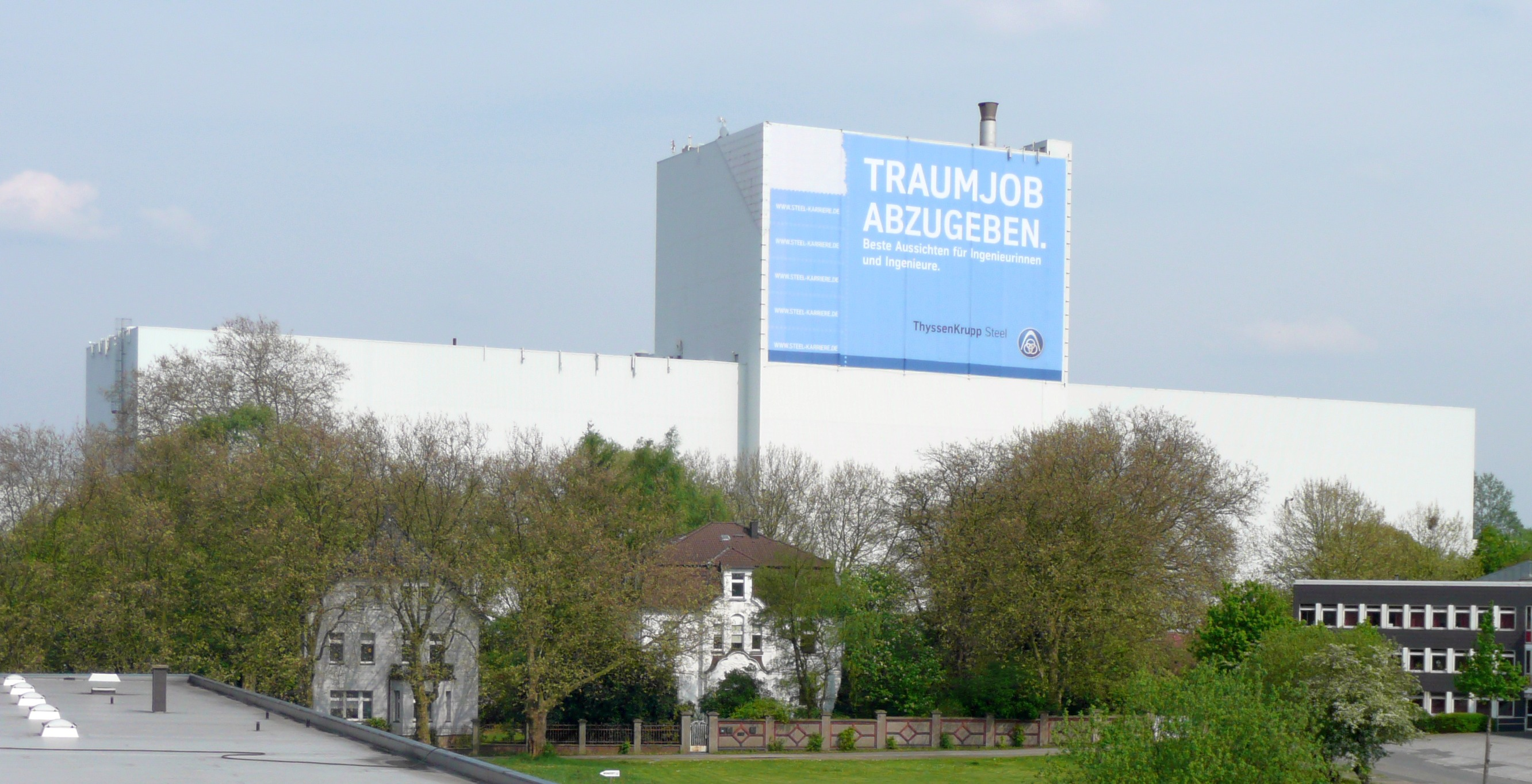
Höntroper Feuerverzinkungsanlage, von der Bundesautobahn 40 aus sichtbar

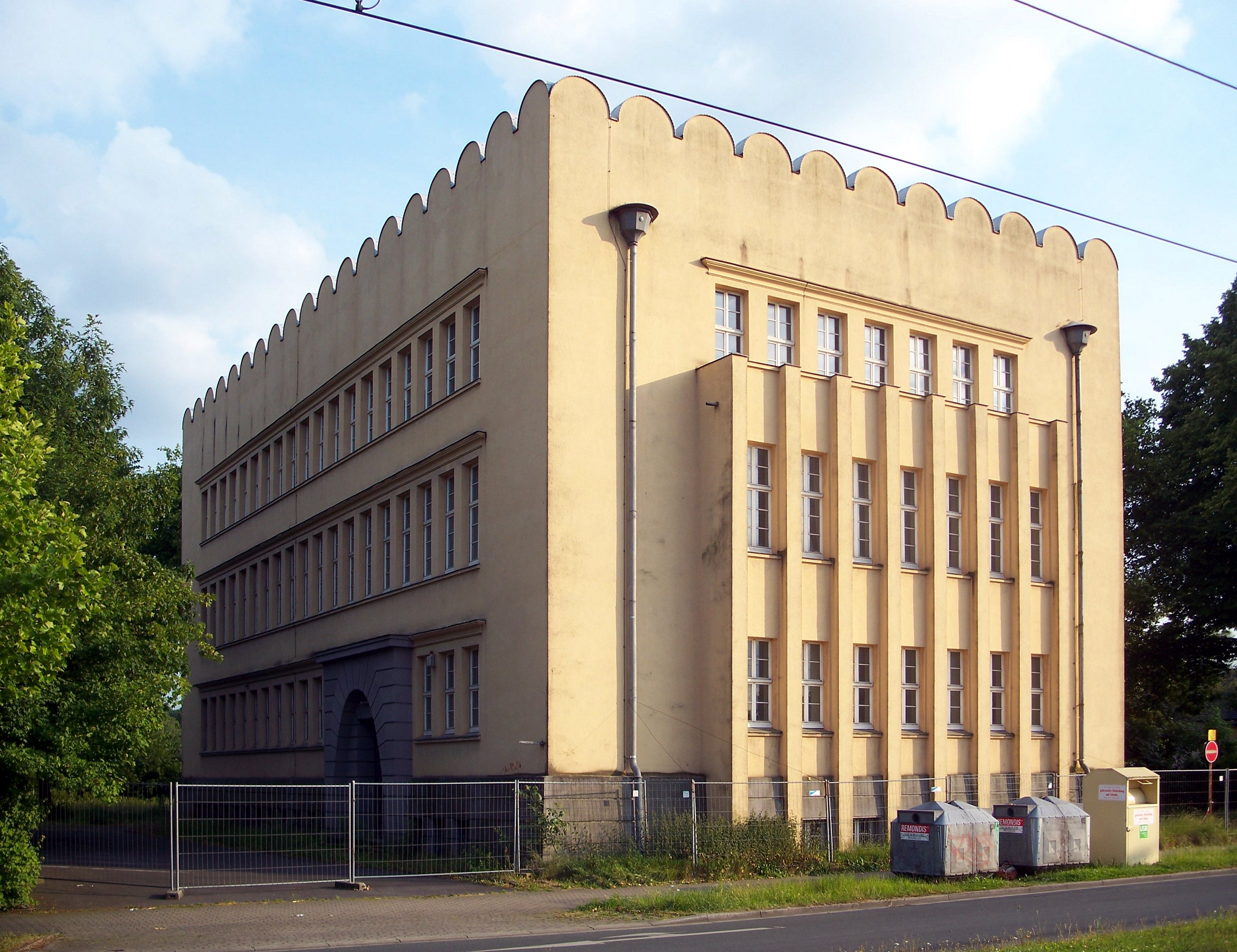
Ehemalige Verwaltungsgebäude des Höntroper Werkes im Jahr 2009

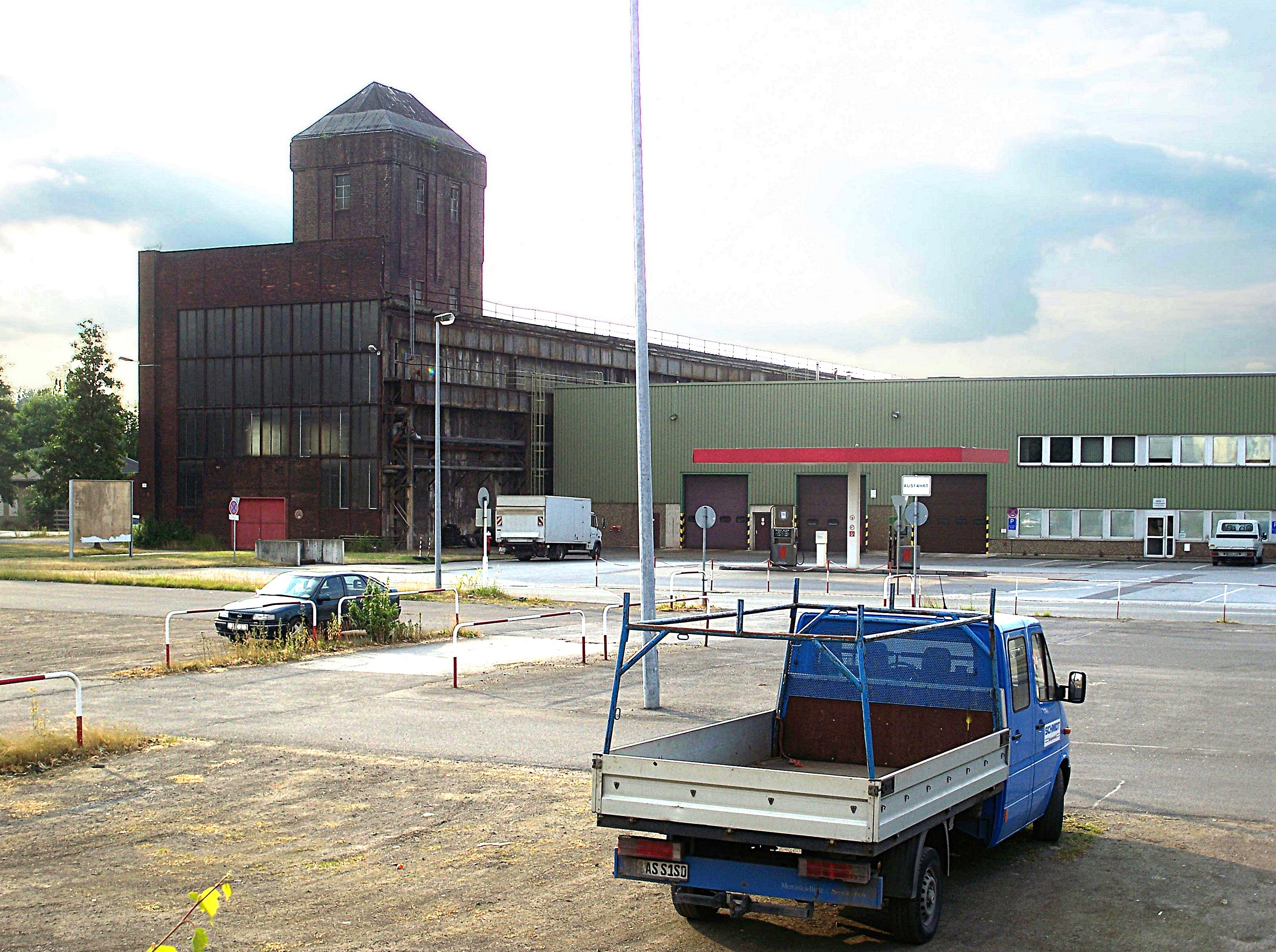
Im Jahr 2009 noch stehender Akkumulatorturm von 1922

Der Standort Höntrop wurde laufend modernisiert und erweitert, so wurde z. B. 1982 ein UHP E-Ofen eingerichtet und die Konverter des 1957 eingerichteten LD-Stahlwerks 1972 auf das AOD-Verfahren (Argon-Oxygen-Decarburization) umgerüstet, eine Stranggießanlage in Betrieb genommen, 1966 ein Warmbreitbandwalzwerk und 1971 ein Kaltwalzwerk sowie zwei Verzinkungsanlagen für galvanische Verzinkung (1987) und Feuerverzinkung (1992) nebst einer neuen Schubbeizanlage (2001) aufgebaut. Das Werk gehört seit 1965 nach Übernahme durch die Hütten- und Bergwerke Rheinhausen zur Krupp Stahl AG und heute der thyssenkrupp Steel Europe (Walzwerke, Verzinkereien, Beize).
Das Siemens-Martin-Stahlwerk III wurde 1982 stillgelegt und abgerissen. Auf dem Gelände des ebenfalls abgerissenen Röhren- und späteren Blockwalzwerks steht eine Lagerhalle des Logistikunternehmens Panopa Logistik. Die Gasleitungen zur Versorgung des Höntroper Werks vom Gelände an der Alleestraße wurden im Zeitraum April 2006 bis März 2007 demontiert – einziges sichtbares Bauwerk aus der Entstehungszeit des Werkes ist der „Turm“ an der Essener Straße, der einen großen Hydraulikakkumulator enthielt, und das Hallensegment, in dem die dazugehörigen Pumpen standen.
Das Stahlwerk und die Stranggießanlage wurden von der ThyssenKrupp Nirosta GmbH betrieben, die hier Edelstahl herstellte. Der Outokumpu-Konzern, der die Thyssenkrupp-Edelstahlsparte Inoxum 2012 übernommen hat, kündigte Anfang Januar 2013 an, das Elektrostahlwerk in Höntrop mit rund 500 Mitarbeitern Ende 2016 zu schließen. Tatsächlich wurden Elektrostahlwerk und Stranggießanlage dann bereits am 23. Juni 2015 heruntergefahren und damit die Geschichte der Stahlproduktion in Bochum beendet.

### Werk Stahlindustrie
Der letzte noch produzierende Betrieb der „Stahlindustrie“, der nach dem Zweiten Weltkrieg noch zum Bochumer Verein gehörte, war das Weichenwerk von ThyssenKrupp in der ehemaligen Kanonenhalle/Festhalle. Nach der Aufdeckung des Kartells Schienenfreunde im Jahr 2011 wurde das Gleisgeschäft vom ThyssenKrupp-Konzern komplett aufgegeben und der Betrieb in Bochum nach dem Abverkauf der Lagerbestände zum Jahresende 2014 geschlossen. Es verbleibt noch der Feingussbetrieb Doncasters, der aus der ehemaligen Bochumer Hochfrequenz-Tiegelstahlgießerei hervorging und aktuell rund 400 Mitarbeiter beschäftigt. Viele der übrigen Gebäude (Schmiede- und Presswerke, mehrere Walzstraßen) wurden abgerissen. In der Halle, in der zuletzt das ThyssenKrupp-Weichenwerk war, sind nun eine Zweigstelle der Firma Mendritzki Kaltwalzwerk sowie der zentrale Betriebshof der Stadt Bochum untergebracht. Auf dem Gelände haben neben diversen kleineren Firmen im Gewerbegebiet Umweltpark auch die Vereinigten Schotterwerke GmbH & Co KG und der Logistiker DSV Flächen im Betrieb.

### Werk Weitmar
Vom Werk Weitmar – das ehemalige Westfälische Stahlwerk – ist nur noch das Verwaltungsgebäude an der Kohlenstraße sowie die – allerdings voll verkleidete – Modell-Lagerhalle erhalten. Die Modellhalle wurde außerdem zum Stimmen von Glockenspielen genutzt, da es die einzige zur Verfügung stehende Halle war, in der nicht auch produziert und damit störender Lärm erzeugt wurde. Das gesamte Werksgelände bildet das Gewerbegebiet Rombacher Hütte.

### Werk Langendreer
Das Werk Langendreer, das von 1939 bis 1945 zur Bomben- und Granatenproduktion beim BVG diente, wurde 1945 mitsamt der zum Großteil zerstörten Betriebsausstattung an zahlreiche mittelständische Unternehmen verpachtet – unter anderem unterhielten die Fahrzeug-Werke Lueg dort eine Reparaturhalle für Krankenwagen, weiterhin fertigte eine Firma Wasserzähler, es gab ein Betonsteinwerk etc. 1947 sollte das komplette Werk demontiert und die Gebäude niedergelegt werden. Die Britische Militärverwaltung konnte aber in zähen Verhandlungen bis 1949 davon überzeugt werden, dass die jetzigen Betriebe keine Verbindung mehr zum BVG hatten – die Gebäude blieben zunächst bestehen und wurden erst im Laufe der Zeit durch Neubauten ersetzt.

## Führungspersonal

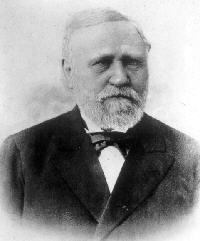
Louis Baare, unter seinem Management wuchs der B.V. zu seiner bedeutenden Größe, Ehrenbürger von Bochum

- Louis Baare (Generaldirektor 1855–1895)
- Fritz Baare (Generaldirektor 1895–1917)
- Wilhelm Baare (Vorsitzender des Direktoriums 1917–1922)
- Walter Borbet (Vorstandsvorsitzender 1922–1942, * 9. September 1881 in Gelsenkirchen-Schalke, † 4. Januar 1942 in Bochum)
- Walter Alberts (* 9. September 1883 in Hagen, † 15. Oktober 1948 in Bochum)
- Arthur Tix (Technischer Vorstand, * 16. Dezember 1897 in Darmstadt, † 7. Februar 1971 in Mainz)
- Hermann Poech (Betriebsdirektor, * 24. Juli 1895, † 16. Juni 1965)
- Heinrich Deist (seit März 1949 Stahltreuhänder, nach Neugründung des Bochumer Vereins Aufsichtsratsvorsitzender 1951–1964)
- Franz Schily (seit 1942 Direktor, seit 1946 Vorstandsmitglied, * 25. Dezember 1892, † 26. September 1955)
- Hans Kallen (Aufsichtsratsvorsitzender 1964–1965 nach der Übernahme durch Krupp)
- Hermann Thiesen (Vorsitzender der Geschäftsführung der Vereinigte Schmiedewerke GmbH (VSG) ab 1988, * 1929, † 2001)

## Liste der gegossenen Geläute
(Auswahl)
| Name               | Ort                                                  | Nominal                     | Masse (in kg) | Gussjahr   | Anmerkungen |
| ------------------ | ---------------------------------------------------- | --------------------------- | ------------- | ---------- | --- |
| Einzelglocke       | Bochum, Bochumer Rathaus                             | d0                          | 15.000        | 1867       | schwerste Gussstahlglocke der Welt                                                                                               |
| 3-stimmiges Geläut | Hamburg-Altona, Kulturkirche St. Johannis            | ais0–d1–e1                  | 04.930        | 1872       | |
| 3-stimmiges Geläut | Erfurt, Schottenkirche St. Nicolai und Jacobi        | fis1–a1–h1                  |               | 1872       | |
| 3-stimmiges Geläut | Itzehoe, Stadtkirche St. Laurentii                   | a0–d1–f1                    |               | 1891       | |
| 3-stimmiges Geläut | Berlin-Friedrichshain, Samariterkirche               | e1–gis1–h1                  | 02.059        | 1893       | |
| 3-stimmiges Geläut | Berlin-Prenzlauer Berg, Gethsemanekirche             | a0–c1–es1                   | 05.171        | 1893       | |
| 3-stimmiges Geläut | Bochum-Riemke, Trinitatiskirche                      | d1–f1–as1                   |               | 1897       | 1960 goss der BVG zwei Glocken dazu (c1–a1) und die drei alten Glocken wurden umgestimmt auf (d1–e1–g1)                          |
| 3-stimmiges Geläut | Bielefeld-Ummeln, Evangelische Kirche                | f1–h1–es2                   |               | 1898       | |
| 3-stimmiges Geläut | Hamburg-Wandsbek, Christuskirche                     | cis1–e1–fis1                |               | 1900       | Ergänzung vom BVG 1964 (a1–h1)                                                                                                   |
| 4-stimmiges Geläut | Bochum-Wiemelhausen, St. Johannes Baptist            | ais0–cis1–dis1–fis1         |               | 1901       | seit 2017 wegen starker Schäden stillgelegt                                                                                      |
| 4-stimmiges Geläut | Bochum-Stahlhausen, St. Antonius Abbas               | b0–des1–e1–g1               |               | 1902       | 2008 profaniert |
| 3-stimmiges Geläut | Dresden-Striesen, Versöhnungskirche                  | g0–b0–c1                    |               | 1907       | |
| 3-stimmiges Geläut | Duisburg-Hamborn, St. Norbert                        | h0–d1–fis1                  |               | 1907       | |
| 3-stimmiges Geläut | Lünen-Brambauer, Martin-Luther-Kirche                | c1–es1–ges1                 |               | 1909       | |
| 3-stimmiges Geläut | Hamburg-Wandsbek, Kreuzkirche                        | e1–gis1–h1                  |               | 1910       | |
| 3-stimmiges Geläut | Bochum-Laer, ehem. Pfarrkirche Fronleichnam          | f1–as1–b1                   |               | 1913       | in der Literatur f1–as1–b1, erklingend aber in fis1–a1–h1                                                                        |
| 3-stimmiges Geläut | Berlin-Pankow, Hoffnungskirche                       | h0–d1–f1                    |               | 1913       | |
| 3-stimmiges Geläut | Bielefeld, Pauluskirche                              | h0–d1–e1                    |               | 1920       | |
| 4-stimmiges Geläut | Bottrop-Boy, St.-Johannes-Kirche                     | cis1–e1–fis1–a1             |               | 1921       | |
| 3-stimmiges Geläut | Bochum-Langendreer-Alter Bahnhof, ehem. Lutherkirche | a0–c1–es1                   |               | 1922       | |
| 3-stimmiges Geläut | Berlin-Neukölln, Magdalenenkirche                    | gis1–h1–cis2                |               | 1922       | |
| 3-stimmiges Geläut | Berlin-Schöneberg, Zwölf-Apostel-Kirche              | e1–g1–b1                    |               | 1923       | |
| 4-stimmiges Geläut | Dortmund-Lütgendortmund, St. Maria Magdalena         | b0–des1–es1–f1              |               | 1924       | |
| 3-stimmiges Geläut | Elmshorn, Nikolaikirche                              | h0–d1–f1                    |               | 1925       | |
| 4-stimmiges Geläut | Bochum-Ehrenfeld, St. Meinolphus und Mauritius       | gis0–h0–cis1–dis1           |               | 1926       | |
| 4-stimmiges Geläut | Bochum, St. Joseph                                   | h0–d1–f1–gis1               | 05.380        | 1929       | Gussjahr der h0 unbekannt |
| 4-stimmiges Geläut | Essen-Südostviertel, Auferstehungskirche             | h0–dis1–fis1–gis1           |               | 1929       | |
| 3-stimmiges Geläut | Hamburg-Langenhorn, Ansgarkirche                     | e1–g1–a1                    |               | 1930       | |
| Einzelglocke       | Berlin, Olympiastadion, Olympiaglocke                |                             |               | 1935       | Im Zweiten Weltkrieg beschädigt, 1961 durch eine Nachfolgeglocke ersetzt. Die ursprüngliche Glocke steht vor dem Olympiastadion. |
| 3-stimmiges Geläut | Hamburg-Billstedt, St. Paulus                        | e1–g1–a1                    |               | 1938       | |
| 4-stimmiges Geläut | Dortmund-Nette, St. Josef                            | c1–e1–g1–a1                 |               | 1946       | |
| 6-stimmiges Geläut | Ettal, Basilika Maria Himmelfahrt                    | b0–des1–es1–ges1–as1–b1     |               | 1947       | |
| 4-stimmiges Geläut | Dülmen, Kath. Heilig-Kreuz-Kirche                    | b0–d1–e1–g1                 |               | 1948       | |
| 6-stimmiges Geläut | Münster, Kath. Pfarrkirche Herz Jesu                 | gis0–h0–cis1–dis1–fis1–gis1 |               | 1948       | |
| 4-stimmiges Geläut | Oberhausen-Osterfeld, Kath. Propstei St. Pankratius  | b0–des1–es1–ges1            |               | 1948       | |
| 7-stimmiges Geläut | Obermässing, Mariä Himmelfahrt                       | b0-des1-es1-f1-ges1-as1-b1  |               | 1948       | Ersatz für ein 8-stimmiges abgelehntes Geläut aus dem Jahr zuvor (a0-c1-d1-e1-f1-g1-a1-c2).                                      |
| 3-stimmiges Geläut | Bochum-Hamme, Herz-Jesu-Kirche                       | c1–es1–f1                   |               | 1949       | Kirche und Kirchturm wieder erbaute rechtzeitig für den 73. Katholikentag in Bochum                                              |
| 5-stimmiges Geläut | Dunningen, St. Martinus                              | c1–d1–e1–g1–a1              |               | 1949       | |
| 8-stimmiges Geläut | Appetshofen, St. Jakobus                             | e1–g1–a1–ais1–h1–cis2–d2–e2 |               | 1949       | Ergänzung zu einer (c2) von Franz Schilling & Söhne, Apolda (1948)                                                               |
| 3-stimmiges Geläut | Olsbrücken, Prot. Kirche                             | fis1–a1–h1                  |               | 1950       | |
| 3-stimmiges Geläut | Duisburg-Mittelmeiderich, Lutherkirche               | d1–e1–g1                    |               | um 1950    | |
| 4-stimmiges Geläut | Hausham, St. Anton                                   | cis1–e1–fis1–a1             |               | 1951       | Ergänzung zu einer historischen (cis2) von 1927, alle Glocken sind mit Klöppelfängern ausgestattet                               |
| 6-stimmiges Geläut | Paderborn, Paderborner Dom                           | fis0–a0–h0–cis1–e1–fis1     |               | 1951       | |
| 2-stimmiges Geläut | Berlin-Charlottenburg, Luisenkirche                  | d1–g1                       |               | 1953       | Ergänzung zu einer historischen (f1) von 1823                                                                                    |
| 4-stimmiges Geläut | Bochum-Ehrenfeld, Melanchthonkirche                  | b0–c1–es1–f1                |               | 1953       | |
| 5-stimmiges Geläut | München, Pfarrkirche St. Andreas                     | c1–es1–f1–g1–b1             |               | 1953       | |
| 6-stimmiges Geläut | Dortmund, Ev. Stadtkirche St. Reinoldi               | f0–as0–b0–des1–es1–f1       |               | 1954       | |
| 4-stimmiges Geläut | Bochum-Altenbochum, Liebfrauenkirche                 | h0–d1–e1–fis1               |               | 1954       | |
| 5-stimmiges Geläut | Bochum, Kirche des Redemptoristenkloster             | a0–c1–d1–f1–g1              |               | 1954       | Die Kirche und das Kloster wurden 2012 abgerissen                                                                                |
| 4-stimmiges Geläut | München-Schwabing, Pfarrkirche St. Sebastian         | cis1–e1–fis1–a1             |               | 1955       | |
| 3-stimmiges Geläut | Klein Lengden,St. Johannis der Täufer                | e2-d2-h1                    |               | 1955       | Ersatz für die zwei Stahl-Glocken aus dem Jahr 1854 der Firma "Mayer & Kühne"                                                    |
| 4-stimmiges Geläut | Bochum-Marmelshagen, St. Nikolaus von Flüe           | h0–d1–e1–fis1               |               | 1956, 1958 | Die Glocke fis1 kam 1958 hinzu                                                                                                   |
| 4-stimmiges Geläut | Bochum, St.-Marien-Kirche                            | b0–c1–es1–f1                |               | 1957       | Eine Glocke dient als Pausenglocke im Nachfolgebau des Anneliese-Brost-Musik-Forum                                               |
| 5-stimmiges Geläut | Bochum, Christuskirche                               | h0–d1–e1–fis1–a1            |               | 1958       | |
| Einzelglocke       | Berlin, Olympiastadion                               |                             |               | 1961       | Ersatz für die im Zweiten Weltkrieg zerstörte Glocke                                                                             |
| 5-stimmiges Geläut | Bochum, Pfarr- und Klosterkirche Christ-König        | h0–d1–e1–fis1–a1            |               | 1961       | |

- ev. Kirche St. Andreas (Ashausen), vier Glocken 1965 (a1, b1, c2, d2)
- ev.-luth. Jakobuskirche (Appetshofen), acht Glocken 1949 (e1, g1, a1, ais1, h1, cis2, d2, e2), zu einer (c2) von Franz Schilling & Söhne, Apolda (1948)
- ehem. ev. Wilhelmskirche (Kreuznach), Geläut 1921, 1966 in den Turm der neuen Johanneskirche (Bad Kreuznach) überführt
- kath. Kirche St. Marien (Bad Malente-Gremsmühlen), drei Glocken 1957 (a1, c2, d2) (Te-Deum)
- St. Johannes der Täufer (Bad Segeberg), drei Glocken 1960 (f1, as1, b1)
- Kath. Kirche St. Heinrich (Bamberg), acht Glocken 1956 (gis0, cis1, dis1, e1, fis1, gis1, ais1, cis2)
- Kath. Kirche St. Elisabeth (Bergkamen), insgesamt vier Glocken, drei 1957 (c1, es1, f1), eine 1960 (as1)
- St. Ludwig (Berlin), drei Glocken (d1, f1, as1)
- Luisenkirche (Berlin-Charlottenburg), zwei Glocken 1953 (d1, g1), zu einer historischen (f1) von 1823.
- Paul-Gerhardt-Kirche (Berlin-Schöneberg), drei Glocken (h0, d, f1)
- ev. Markuskirche (Bielefeld-Hoberge-Uerentrup), insgesamt drei Glocken, eine 1957 (g1), zwei 1963 (d1, f1)
- Kath. St. Bartholomäus (Bielefeld-Senne), vier Glocken 1958 (d1, f1, g1, b1)
- Kath. St. Thomas Morus (Bielefeld-Sennestadt), vier Glocken 1964 (d1, f1, g1, a1)
- St. Ludgerus-Kirche (Bochum-Langendreer), eine Glocke 1964 (c2)
- St. Franziskus (Bochum-Riemke), zwei Glocken 1946 (e1, g1), zu einer (a1) von 1924 Otto (Bremen-Hemelingen)
- Kolumbarium St. Pius (Bochum-Wattenscheid), insgesamt fünf Glocken, eine 1956 (a1), vier 1967 (h0, e1, fis1, gis1)
- Propsteikirche St. Gertrud von Brabant (Bochum-Wattenscheid), insgesamt acht Glocken, zwei 1898 (c2, e2), sechs 1948 (gis0, h0, cis1, dis1, fis1, gis1)
- ehem. Pfarrkirche St. Nikolaus (Bochum-Wattenscheid-Westenfeld), vier Glocken 1959 (f1, a1, c2, d2)
- ehem. Pfarrkirche Vierzehnheiligen (Bochum-Weitmar-Bärendorf), fünf Glocken 1957 (c1, es1, f1, g1, a1)
- ev. Friedenskirche (Bochum-Mitte-Stahlhausen), drei Glocken ? (b0, des1, es1)
- Katholische Kirche St. Severin (Bonn-Mehlem), drei Glocken (cis1, e1, gis1) 1953 aus Gussstahl [ergänzen die bereits vorhandene Glocke (fis1) von Christian Claren aus Glockenbronze von 1864]
- Pfarrkirche St. Martin, Briedel a.d. Mosel drei Stahlglocken 1953, 1280 kg, Ton d, 750 kg, Ton f, 520 kg Ton g
- Evang. Kirche (Colgenstein), insgesamt vier Glocken, zwei 1969 (f1, a1), zwei 1970 (c2, d2)
- Ev. Stadtkirche St. Petri (Dortmund), fünf Glocken 1963 (b0, c1, es1, f1, g1)
- Ev. Stadtkirche St. Reinoldi (Dortmund), sechs Glocken 1954 (f0, as0, b0, des1, es1, f1)
- evang. Kirche (Duisburg-Homberg-Hochheide), drei Glocken 1948 (a1, h1, d2)
- evang. Lutherkirche (Duisburg-Mittelmeiderich), drei Glocken um 1950 (d1, e1, g1)
- ev. ref. Salvatorkirche (Duisburg-Stadtmitte), drei Glocken 1920 (a0, c1, d1)
- Kath. Heilig Kreuz (Dülmen), vier Glocken 1948 (b0, d1, e1, g1)
- Pfarrkirche St. Martin (Dunningen), fünf Glocken 1949 (c1, d1, e1, g1, a1)
- Röm. Kath. Filialkirche St. Marien (Düren), vier Glocken 1955 (b0, des1, es1, f1)
- Ev. Kirche Katharinenkirche (Eixen-Leplow, Pommern), zwei Glocken 1908
- Nikolaikirche (Elmshorn), drei Glocken 1925 (h0, d1, f1)
- Große Kirche (Emden), vier Glocken 1956 (h0, d1, e1, fis1)
- ev. Immanuelkirche (Essen-Schonnebeck), drei Glocken vermutl. 1908 (ais0, cis1, e1)
- Auferstehungskirche (Essen-Südostviertel), vier Glocken 1929 (h0, dis1, fis1, gis1)
- Basilika Maria Himmelfahrt (Ettal), sechs Glocken 1947 (b0, des1, es1, ges1, as1, b1)
- Erlöserkirche (Frankfurt am Main), vier Glocken ? (cis1, e1, fis1, gis1)
- ehem. Lutherkirche (Freiburg im Breisgau-Stühlinger), insgesamt vier Glocken, eine 1923 (b0), drei 1967 (des1, fes1, g1)
- Propsteikirche St. Augustinus (Gelsenkirchen), sechs Glocken 1952 (a0, c1, d1, f1, g1, a1)
- ev. Reformierte Altstadtkirche (Gelsenkirchen-Altstadt), vier Glocken 1954 (h0, d1, e1, g1)
- Kath. Augustinuskirche (Gelsenkirchen-Altstadt), sechs Glocken 1952 (a0, c1, d1, f1, g1, a1)
- Kath. Liebfrauenkirche (Gelsenkirchen-Beckhausen), vier Glocken 1921 (c1, es1, f1, g1)
- Kath. Mariä Himmelfahrt (Gelsenkirchen-Buer), vier Glocken 1957 (e1, g1, a1, h1)
- Kath. Kirche St. Michael (Gelsenkirchen-Buer-Hassel), insgesamt vier Glocken, drei 1923 (h0, d1, e1), eine 1932 (fis1)
- Kath. Ludgeruskirche (Gelsenkirchen-Buer-Süd), drei Glocken 1953 (c1, d1, f1), zu einer (g1) von 1914 Karl Otto (Bremen-Hemelingen)
- ehem. kath. Kirche St. Konrad (Gelsenkirchen-Erle), drei Glocken 1953 (a1, c2, d2)
- evang. Matthäuskirche (Gelsenkirchen-Erle-Middelich), vier Glocken 1960 (d1, fis1, a1, h1)
- Kath. Pfarr und Klosterkirche St. Antonius (Georgsmarienhütte-Holzhausen Kloster Ohrbeck), fünf Glocken 1948 (c1, es1, f1, g1, b1)
- ev. Kirche St. Mauritius (Gittelde), drei Glocken 1953 (g1, b1, c2)
- Heilig-Kreuz-Kirche (Gladbeck), vier Glocken 1949 (h0, d1, e1, fis1)
- Prot. Kirche (Gommersheim), drei Glocken 1946 (a1, c2, f2) Sekundschlag-Rippe
- St. Nikolaus (Grevenbrück), vier Glocken ? (d1, f1, g1, a1). 1986 wurden die Stahlglocken durch sechs Bronzeglocken der Firma Petit & Gebr. Edelbrock ersetzt.
- Peterskirche (Grünstadt-Sausenheim), insgesamt vier Glocken, drei 1949 (g1, b1, c2), eine 1967 (es1), dazu noch eine (es2) aus der Gießerei Bachert/Karlsruhe ebenfalls von 1967
- Evang. Heilandskirche (Hamburg), vier Glocken 1967 (h0, d1, e1, fis1)
- Martin-Luther-Kirche (Hamburg-Alsterdorf), vier Glocken (d1, f1, g1, b1)
- Auferstehungskirche (Hamburg-Barmbek), zwei Glocken (d1, f1)
- St. Paulus (Hamburg-Billstedt), drei Glocken 1938 (e1, g1, a1), UMS-Rippe
- Wichernkirche (Hamburg-Hamm), vier Glocken 1958 (a1, h1, d2, e2), V7-Rippe
- Ansgarkirche (Hamburg-Langenhorn), drei Glocken 1930 (e1, g1, a1)
- Martinskirche (Hamburg-Rahlstedt), vier Glocken 1961 (e1, fis1, a1, h1)
- Christuskirche (Hamburg-Wandsbek), insgesamt fünf Glocken, drei 1900 (cis1, e1, fis1), zwei 1964 (a1, h1)
- Kreuzkirche (Hamburg-Wandsbek), drei Glocken 1910 (e1, gis1, h1)
- Pfarrkirche (Hausham), vier Glocken 1951 (cis1, e1, fis1, a1), zu einer (cis2) von 1927, alle Glocken mit Klöppelfängern ausgestattet
- Pfarrkirche St. Franziskus (Herne-Holsterhausen), fünf Glocken 1959 (h0, dis1, fis1, gis1, h1)
- Pfarrkirche St. Bonifatius (Herne-Mitte), sechs Glocken 1954 (a0, h0. cis1, e1, fis1, a1)
- Zwölf-Apostel-Kirche (Herne-Wanne-Süd), insgesamt drei Glocken, eine 1902 (fis0), zwei 1932 (a0, h0)
- Pfarrkirche St. Antonius Abbas (Herten), fünf Glocken 1947 (c1, d1, e1, g1, a1)
- St. Martinus (Herten-Westerholt), eine Glocke 1922 (b0)
- ev. Martin-Luther-Kirche (Hildesheim-Nordstadt), insgesamt drei Glocken, zwei 1953 (e1, g1) V7 Rippe, eine 1966 (c1) Dur Rippe, zu einer (a1) von 1962 Friedrich Wilhelm Schilling (Heidelberg)
- röm. kath. St. Lambertus (Hückelhoven), drei Glocken 1960 (e1, fis1, gis1), zu zwei Glocken (h1, cis2) von der Fa. Otto (Bremen-Hemelingen) 1924.
- Kath. St. Johannes Baptist (Hünshoven), drei Glocken 1952 (e1, g1, a1)
- St. Kilian (Iserlohn-Letmathe), vier Glocken 1948 (as0, b0, c1, es1)
- ev. Markuskirche (Kassel-Auefeld), vier Glocken 1959 (b0, des1, f1, as1)
- Prot. Kirche (Kerzenheim bei Eisenberg/Pfalz), drei Glocken 1950 (es1, ges1, a1, c2)
- Basilika St. Marien (Kevelaer), fünf Glocken 1954 (a0, c1, d1, e1, f1)
- Bugenhagenkirche (Kiel), insgesamt drei Glocken, eine 1896 (g1), eine 1897 (a1), eine 1969 (e1)
- Kath. St. Josef (Lingen-Laxten, Emsland), vier Glocken 1958 (des1, f1, as1, b1)
- Martin-Luther-Kirche (Lünen-Brambauer), drei Glocken 1909 (c1, es1, ges1)
- Katholische Kirche St. Margaret (Markt Schwaben), vier Glocken 1948 (des1, f1, as1, b1)
- ev. luth. St. Marienkirche (Minden), drei Glocken 1922 (ais0, cis1, e1)
- Pfarrkirche St. Andreas (München), fünf Glocken 1953 (c1, es1, f1, g1, b1)
- Pfarrkirche St. Sebastian (München-Schwabing), vier Glocken 1955 (cis1, e1, fis1, a1)
- Kath. Pfarrkirche Herz Jesu (Münster), sechs Glocken 1948 (gis0, h0, cis1, dis1, fis1, gis1)
- Prot. Stiftskirche (Neustadt a.d. Weinstraße), sieben Glocken 1949 (es0, g0, b0, c1, es1, f1, g1) größtes Gussstahlgeläut der Welt
- Kath. Kirche St. Antonius (Oberhausen-Klosterhardt), insgesamt drei Glocken, eine 1949 (f1), zwei 1950 (d1, g1)
- kath. Propstei St. Pankratius (Oberhausen-Osterfeld), vier Glocken 1948 (b0, des1, es1, ges1)
- Kath. Kirche St. Josef (Oberhausen-Osterfeld-Heide), drei Glocken 1924 (d1, f1, as1)
- Prot. Kirche (Olsbrücken), drei Glocken 1950 (fis1, a1, h1)
- Osnabrücker Dom, sechs Glocken 1954 (fis0, a0, h0, cis1, e1, fis1)
- St. Katharinen (Osnabrück), vier Glocken 1955 (g0, c1, d1, e1)
- Kath. Kirche Heilig Geist (Osnabrück-Sonnenhügel), vier Glocken 1965 (c1, e1, g1, a1)
- Paderborner Dom, sechs Glocken 1951 (fis0, a0, h0, cis1, e1, fis1). Erweiterung 2018 zwei Glocken (e0, gis1) Eijsbouts.
- ev. luth. Markuskirche (Plauen), drei Glocken 1920 (cis1, e1, g1)
- Liebfrauenkirche (Recklinghausen), insgesamt fünf Glocken, drei 1922 (ais0, cis1, e1), zwei 1958 (fis1, gis1)
- Nathan-Söderblom-Kirche (Reinbek), vier Glocken 1967 (as0, es1, f1, b1)
- Pfarrkirche Mariä Opferung (Riezlern Vorarlberg), insgesamt sechs Glocken, eine 1948 (h0), fünf 1949 (d1, e1, fis1, a1, h1)
- Pfarrkirche St. Johannes Enthauptung (Salzkotten), insgesamt fünf Glocken, vier 1947 (h0, cis1, dis1, fis1), eine 1948 (gis0). 2017 wurden die Stahlglocken durch Bronzeglocken von der Firma Rincker in Sinn ersetzt.
- Pfarrkirche St. Marien (Salzkotten), vier Glocken 1963 (b0, c1, es1, f1)
- St. Marien (Siebenbäumen), zwei Glocken 1954 (f1, as1), zu einer historischen (b1)
- Christ-Church-Kathedrale, St. Louis, Missouri, USA, drei Stahlglocken 1904, 2599 kg (h0, cis1, f1)
- Thomaskirche (Schulensee), drei Glocken (fis1, a1, h1)
- St. Johannis-Kirche (Schwerte-Ergste), drei Glocken 1920 (dis1, fis1, a1)
- Kath. St. Christophorus (Warstein-Hirschberg), drei Glocken 1956 (d1, c2, d2), zu drei Glocken (f1, g1, a1) von Albert Junker (Brilon) 1948.
- St. Georg (Weener), insgesamt drei Glocken, eine 1927 (), zwei 1957 (a0, c1)
- St. Ludgerus (Weseke), vier Glocken 1949 (c1, es1, f1, g1)
- Ringkirche (Wiesbaden), drei Glocken 1920 (gis0, h0, d1)

## Chronologie
Tabellarische Zusammenstellung der Entwicklung des Bochumer Vereins, Beschäftigtenzahlen bis 1925 aus: Däbritz: Bochumer Verein.
| Jahr      | Ereignis | Personalstand |
| --------- | --- | ------------- |
| 1842      | Gründung der Gußstahlfabrik Mayer & Kühne in Köln, als „Guß-et Cement-Stahlfabrik bei Bochum oder Essen“                                                                                  |               |
| 1845      | Inbetriebnahme des Werkes an der Essener Chaussee (heutige Alleestraße) | 00.070        |
| 1852      | Ausstellung von Gussstahlglocken auf der Düsseldorfer Gewerbeausstellung |               |
| 1853      | Inbetriebnahme eines eigenen Walzwerkes | 00.240        |
| 1854      | Umwandlung in den Bochumer Verein für Bergbau und Gußstahlfabrikation | 00.200        |
| 1855      | Louis Baare wird Generaldirektor Weltausstellung in Paris, Schmiedetest der Glocken im Krupp-Disput Aufstellung des ersten Dampfhammers                                                   | 00.300        |
| 1856      | Einrichtung von Werkswohnungen |               |
| 1857      | Eigene Brennöfen für die Tiegelauskleidungssteine Inbetriebnahme eines weiteren Walzwerkes (III)                                                                                          | 00.482        |
| 1858      | Abschluss der Arbeiten am eigenen Puddelwerk zur Rohstahlherstellung Eduard Kühne scheidet aus dem Bochumer Verein aus                                                                    | 00.560        |
| 1859      | Abschluss der Arbeiten an Bandagenwalzwerk, Radscheiben- und Achsdreherei Vital Daelen wird als Stellvertreter von Jacob Mayer eingestellt                                                | 00.385        |
| 1862      | | 00.950        |
| 1863      | Erste Versuche mit dem Bessemer-Verfahren |               |
| 1864      | Kauf der Zeche Vereinigte Maria Anna Steinbank | 01.950        |
| 1865      | Der BVG unterliegt Krupp beim Kauf der Sayner Hütte mit Eisenerzgruben aus preuß. Staatsbesitz Neubau des Hammerwerks II Errichtung eines Schienenwalzwerkes und einer Bessemer-Anlage    |               |
| 1867      | Weltausstellung in Paris, Rathausglocke von 15.000 kg Anschluss des BVG an die Bergisch-Märkische Eisenbahn Witten–Bochum                                                                 | 01.760        |
| 1869      | Übernahme der städtischen Gasanstalt an der Essener Chaussee (Alleestraße) Inbetriebnahme des Bessemerwerks II                                                                            | 02.003        |
| 1870      | in der Nachbarschaft Gründung der Gesellschaft für Stahlindustrie Inbetriebnahme des Bessemerwerks III und des Tiegelstahlwerks II                                                        | 02.306        |
| 1871      | | 03.044        |
| 1872      | Kauf der (Köln-) Mülheimer Hütte mit zwei Hochöfen | 03.958        |
| 1872/73   | Baubeginn von zwei Hochöfen |               |
| 1873      | Bau eines Siemens-Martin-Werks Teilnahme an der Weltausstellung in Wien | 04.702        |
| 1874      | Schließung der Mülheimer Hütte Anschluss des BVG an die Rheinische Eisenbahn von Essen über Bochum Nord nach Hörde                                                                        | 04.583        |
| 1875      | | 04.378        |
| 1876      | Zwei Hochöfen sind in Betrieb Fast ein Viertel der Belegschaft ist in der Rezession entlassen worden                                                                                      | 03.514        |
| 1878      | | 03.824        |
| 1881      | Inbetriebnahme des Thomas-Werkes (ehemals Bessemerwerk II) | 05.102        |
| 1881      | Kauf der Minette-Konzession „Fentsch“ in Lothringen |               |
| 1882      | Der dritte Hochofen geht in Betrieb | 05.780        |
| 1889      | Übernahme der Gesellschaft für Stahlindustrie mit eigenem Hammer-, Walz-, Bessemer- und Siemens-Martin-Werk Kauf der Zeche Engelsburg                                                     | 06.353        |
| 1890      | Kauf der Zeche Hasenwinkel Kauf der Konzession für Kalkstein-Abbau bei Wülfrath Der vierte Hochofen wird fertiggestellt und dient als Reserve, solange andere Öfen neu zugestellt werden. | 08.293        |
| 1892      | | 08.319        |
| 1894      | | 07.865        |
| 1895      | Louis Baare wird von seinem Sohn Fritz abgelöst Bau eines eigenen Kraftwerkes mit zwei Dynamomaschinen                                                                                    | 07.737        |
|           | |               |
| 1900      | Kauf bzw. Errichtung der Zeche Carolinenglück mit Kokerei und Zeche Graf Moltke Eröffnung der Minette-Grube „Fentsch“                                                                     | 10.524        |
| 1902      | Gewerbeausstellung in Düsseldorf Bau einer Tragseil-Schwebebahn zwischen der Kokerei Carolinenglück und der Hochofenanlage                                                                | 10.687        |
| 1903      | Errichtung der ehemaligen Ausstellungshalle an der Alleestraße als Gaskraftzentrale | 10.996        |
| 1904      | Stilllegung der Zeche Vereinigte Maria Anna Steinbank Verkauf der Zeche Hasenwinkel Teilnahme an der Louisiana Purchase Exposition (Weltausstellung)                                      | 11.290        |
| 1907      | Aufbau der Zeche Teutoburgia | 10.867        |
| 1912      | Bau des Siemens-Martin-Werks II für direkten Roheiseneinsatz und Bau der Stützmauer („Colosseum“) Bau des heutigen Torhauses 5 als Prüfanstalt                                            | 12.546        |
| 1917      | Wilhelm „Willy“ Baare wird nach dem Tod seines Bruders Fritz Direktor Der fünfte Hochofen, der 1915 begonnen wurde, wird angeblasen                                                       | 16.756        |
| 1912–1927 | Die Hochöfen werden modernisiert |               |
| 1918      | Kauf der Zeche Friedrich der Große | 17.643        |
| 1919      | Kauf der Eisenerzgrube Schnellenberg im Siegerland | 21.207        |
| 1920      | Hugo Stinnes wird Mehrheitsaktionär und gliedert den BVG in die Rhein-Elbe-Union ein | 22.043        |
| 1921      | Verkauf der Zeche Friedrich der Große Baubeginn des Höntroper Werkes mit Siemens-Martin-Stahlwerk und Röhrenwalzwerk                                                                      | 20.327        |
| 1924      | Inbetriebnahme des Siemens-Martin-Werks III (Höntrop) | 16.272        |
| 1926      | Gründung der Vereinigte Stahlwerke AG, Eingliederung des BVG |               |
| 1927      | Gründung der Deutsche Edelstahlwerke AG, in die die Edelstahlbetriebe des BVG einbezogen werden                                                                                           | 11.000        |
| 1930      | | 14.000        |
| 1932      | | 07.930        |
| 1933      | Der BVG wird formal wieder eigenständiges Tochterunternehmen der Vereinigte Stahlwerke AG                                                                                                 |               |
| 1934      | Hanomag kommt zum BVG | 14.000        |
| 1935      | Bau der Mechanischen Werkstatt II und Inbetriebnahme des ersten Elektro-Ofens an der Alleestraße                                                                                          |               |
| 1938      | | 19.934        |
| 1939      | Einsatz von Zwangsarbeitern | 19.910        |
| 1940      | | 21.659        |
| 1941      | Aufnahme des Schleudergussverfahrens | 21.296        |
| 1944      | Einsatz von KZ-Häftlingen Schwere Bombardierung, Zerstörung wichtiger zentraler Versorgungsanlagen                                                                                        | 21.035        |
| 1945      | | 08.998        |
| 1947      | | 09.389        |
| 1948      | | 09.717        |
| 1949      | Katholikentag in Bochum (auf dem Gelände und in den Hallen des BVG) | 11.823        |
| 1950      | | 11.502        |
| 1951      | Neugründung als „Gußstahlwerk Bochumer Verein AG“ | 13.058        |
| 1952      | Die Hanomag wird wieder abgespalten |               |
| 1955      | Erwerb der Zeche Constantin |               |
| 1956      | Das Vakuumgussverfahren sorgt für Furore Anblasen des fünften Hochofens Die Hauptversammlung beschließt die Annahme des alten Namens „Bochumer Verein für Gußstahlfabrikation AG“         | 16.000        |
| 1957      | Einführung des Linz-Donawitz-Verfahrens zur Stahlerzeugung: „Oxygenstahlwerk“ in Höntrop                                                                                                  |               |
| 1958      | Beteiligung an der Gewerkschaft Exploration zur Erschließung von liberianischen Eisenerzvorkommen Axel Leonard Wenner-Gren wird Mehrheitsaktionär                                         |               |
| 1961      | Stilllegung der Zeche Engelsburg |               |
| 1964      | Fertigstellung des neuen Verwaltungsgebäudes an der Alleestraße / Kohlenstraße |               |
| 1965      | Fusion mit Krupp zur Fried. Krupp Hüttenwerke AG mit Sitz in Bochum | 17.787        |
| 1966      | Errichtung des Warmbreitbandwalzwerks im Werk Höntrop |               |
| 1968      | Ausblasen der Hochöfen Stilllegung SM-Stahlwerk 4 (Weitmar) |               |
| 1970      | Einstellung der Glockenproduktion komplette Stilllegung Werk Weitmar |               |
| 1971      | Neubau Kaltwalzwerk im Werk Höntrop |               |
| 1976      | | 10.915        |
| 1977      | Ausgliederung Schmiedebetriebe in Fried. Krupp Stahlschmiede und Bearbeitung (FKS) |               |
| 1979      | Umzug der Rathausglocke vor das Bochumer Rathaus |               |
| 1980      | Umfirmierung zur Krupp Stahl AG |               |
| 1982      | Schließung des SM-Werkes in Höntrop | 06.500        |
| 1983      | | 05.750        |
| 1984      | Ausgliederung der Schmiedeanlagen in die Krupp-Klöckner Schmiedebetriebe Stilllegung der Walzstraßen im Werk Höntrop                                                                      |               |
| 1987      | Elektrolytische Verzinkung aus Letmathe wird in Höntrop aufgebaut Abriss der Gebäude des SM-Werk 3 in Höntrop                                                                             |               |
| 1992      | Errichtung der neuen Feuerverzinkung in Höntrop |               |
| 1999      | Abriss der Walzwerkshallen in Höntrop |               |
|           | |               |
| 2007      | Das Warmbandwalzwerk hat im Oktober 100 Mio. Tonnen Stahl gewalzt Auszug aus dem Verwaltungsgebäude Alleestraße                                                                           |               |
| 2008      | neuer Hubbalkenofen für das Warmbandwerk, neues Stauchgerüst, neue Walztaktsteuerung, Kapazitätserhöhung auf 4,2 Mio. t/a                                                                 |               |
| 2009      | | 03.480        |
| 2014      | Der Weichenbau im Betriebsteil „Stahlindustrie“ wird geschlossen |               |
| 2015      | Höntroper Edelstahlwerk und Stranggussanlage werden stillgelegt |               |
| 2017      | | 00.580        |
| 2017      | Verkauf des BVV an die chinesische Gesellschaft Full Hill Enterprises Ltd. |               |